# Manuel Fal Conde
Manuel José Fal Conde (Higuera de la Sierra, province de Huelva, 1894 – Séville, 1975) est un avocat, homme politique et patron de presse espagnol.
Issu d’une famille andalouse aisée, ultra-catholique et traditionaliste, Fal Conde entreprit des études de droit et s’établit comme avocat à Séville, tout en menant parallèlement une activité de journaliste et de militant carliste. À la faveur de l’unification des groupements carlistes disparates, rassemblés désormais sous l’étiquette unitaire de Comunión Tradicionalista, Fal Conde fut désigné chef carliste pour l’Andalousie, auquel titre il réorganisa en profondeur le mouvement, renforça notablement son implantation dans les secteurs de la population (classes laborieuses) et dans une région (l’Andalousie) jusque-là peu enclins au carlisme, et convertit les milices carlistes (les requetés) en un corps d’armée bien formé (techniquement et moralement) et d’ampleur nationale. Atterré par l’avènement en 1931 de la république laïciste et parlementariste, il apporta son appui, quoique de façon peu franche, à la Sanjurjada de 1932, ce qui lui valut un séjour de six mois en prison. Après la victoire du Front populaire (février 1936), Fal Conde, nommé entre-temps chef national de la Comunión, conspira avec les militaires rebelles et tenta de monnayer au mieux — en faisant valoir ses desiderata concernant le régime de l’après-Guerre civile (à savoir : instauration de la monarchie, système corporatiste, interdiction des partis politiques, abolition du suffrage universel…) — la participation de ses requetés au coup d’État de juillet 1936, mais ne put empêcher l'absorption de ses troupes par les militaires sous commandement de Franco, ni l'émiettement des instances de direction de la Comunión. Jaloux de l’autonomie de son parti, et donc réfractaire en 1937 à se fondre dans le nouveau parti unique FET y de las JONS, comme l’y pressait le Caudillo, il eut à subir diverses mesures de proscription (vers l’étranger ou à l’intérieur), mais, chef d’un parti désormais sans existence légale, s’efforça néanmoins de soustraire la Comunión à l’emprise de la FET et de reprendre en mains le parti, en opposant son intransigeance idéologique et son orthodoxie dynastique aux différents courants qui tiraillaient alors la mouvance traditionaliste : collaborationnisme avec Franco, esprit de compromis avec les monarchistes alphonsistes, et surtout virage socialisant du nouveau prétendant carliste Charles-Hugues. Accusé d’autoritarisme et de mener une stratégie stérile, il dut démissionner en 1955, après plus de vingt ans à la tête du parti, mais fera figure encore jusqu’à sa mort d’éminence grise auprès de Charles-Hugues.

## Origines familiales et jeunes années

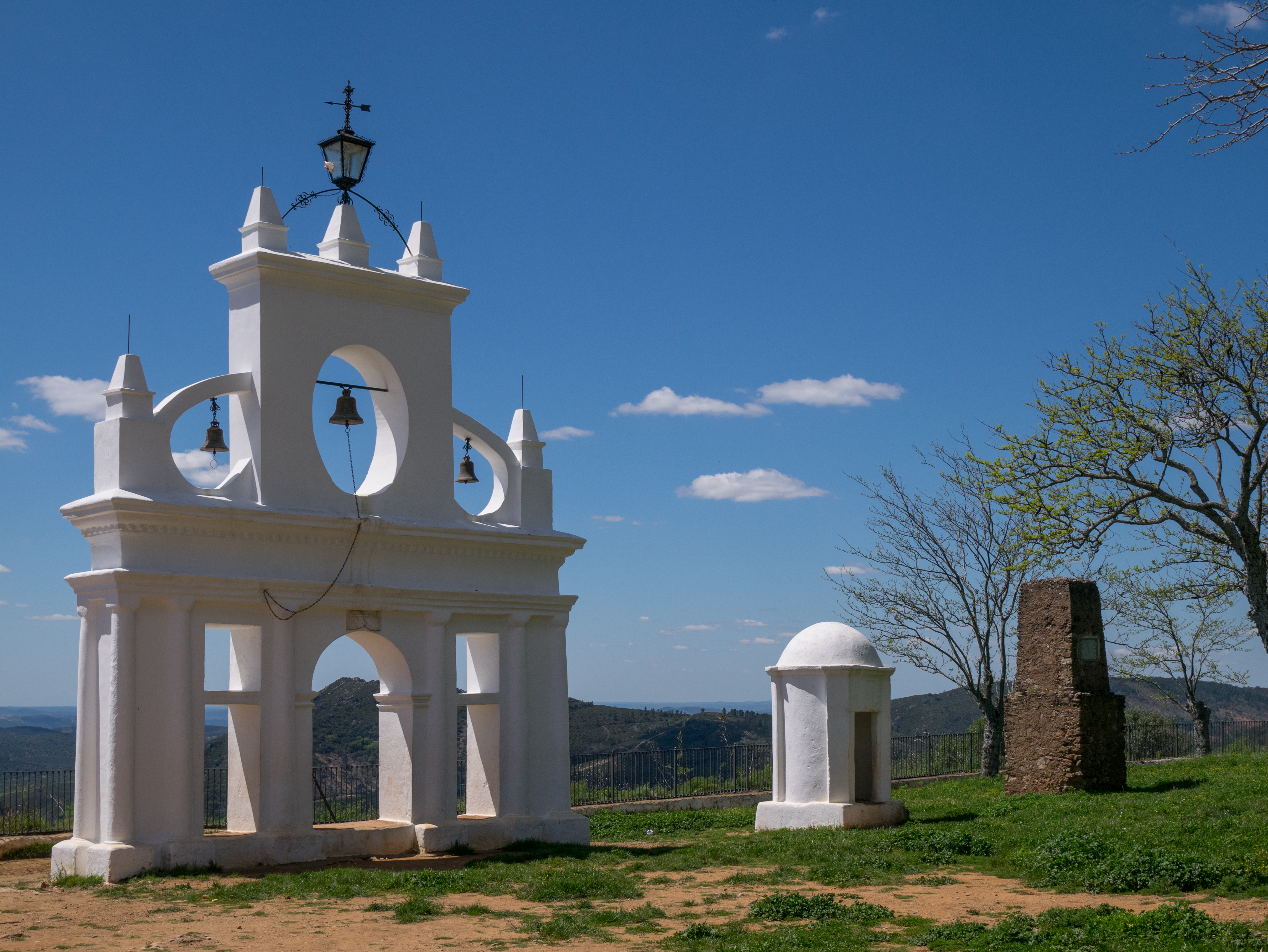
La Peña de Arias Montano à Alájar (province de Huelva, dans la Sierra de Aracena), avec son campenard, lieu de destination du pèlerinage de la Reina de los Ángeles.

Manuel Lorenzo José Fal Conde était issu d’une famille aisée, d’origine asturienne, dont un ascendant était venu à une date incertaine s’établir à Higuera de la Sierra, bourgade andalouse dans la province de Huelva. Si un bon nombre de ses ancêtres avaient des activités en rapport avec la médecine,, et si son père, Domingo Fal Sánchez (1857-1926), exerçait certes comme oculiste, celui-ci exploitait aussi un petit atelier de fabrication d’articles en liège, et, membre du parti libéral, occupa entre 1900 et 1905 la fonction de maire de Higuera, continuant du reste, pendant plusieurs années après la fin de son mandat, à marquer encore de son empreinte la vie publique de Higuera. Domingo Fal épousa une jeune fille du lieu, María Josefa Conde, et emménagea avec elle dans l’immeuble où se trouvait l’atelier. Le couple eut quatre enfants, dont Manuel était le dernier, sa mère décédant 13 jours après l’accouchement. Une sœur de Domingo, qui était veuve, s’occupa des enfants, qui furent élevés dans une fervente atmosphère catholique.
Manuel commença sa formation dans le collège de jésuites de Villafranca de los Barros, en Estrémadure, rejoignant ses deux frères aînés qui y étudiaient déjà. L’enseignement des jésuites joua un rôle crucial dans les années de formation de Manuel. Le père Gabino Márquez, spécialiste en études bibliques, enseignements pontificaux et pédagogie, eut l’attention attirée par l’élève Fal Conde, qui lui parut fort prometteur ; Fal et Márquez resteront d'ailleurs en contact jusqu’à la mort de ce dernier en 1954. Après obtention du baccalauréat en 1911, avec d’excellentes notes, le jeune Fal entra en noviciat chez les jésuites, mais se ravisa après quelque temps et envisagea d’étudier la médecine. Son père cependant l’en dissuada, au motif que son frère aîné Domingo s’était déjà engagé sur cette voie ; finalement, Manuel décida d’entreprendre des études de droit à Séville.

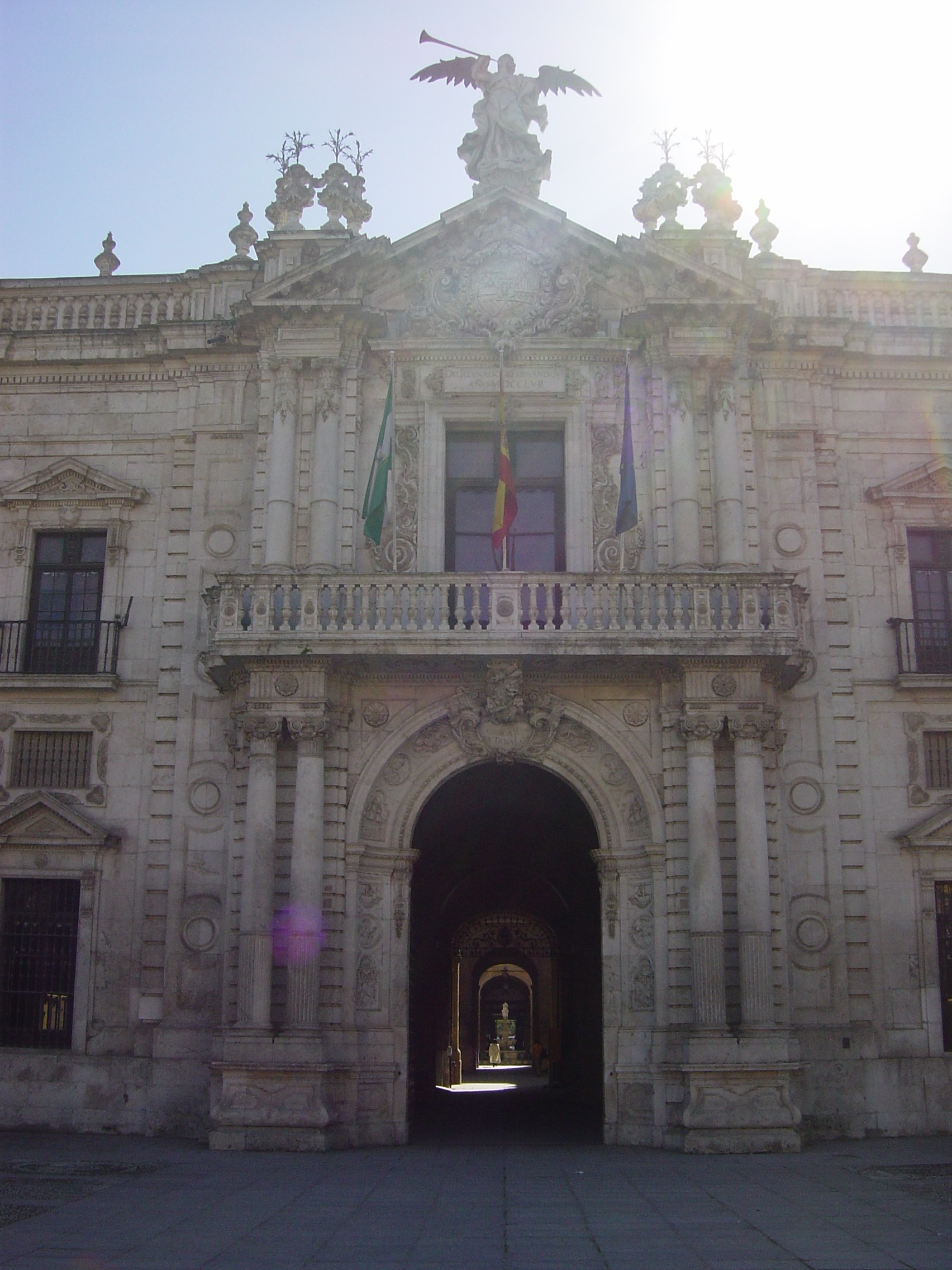
Université de Séville.

À l’université de Séville, Fal Conde fut attiré dans le cercle de Manuel Sánchez de Castro, professeur de droit naturel, carliste et force motrice derrière l’émergence d’un catholicisme militant à Séville,. Après avoir obtenu en 1916 sa licence en droit, il suivit en complément pendant un an des cours à Madrid et reçut le titre de docteur en droit (titre équivalant à l’agrégation). En 1917, il servit dans l’armée en tant qu’appelé (soldado de cuota), dans le neuvième régiment d’infanterie de Soria. Son service terminé, il s’inscrivit en 1918 au barreau de Séville, puis, au terme d’un brève période comme avocat stagiaire, établit son propre cabinet rue José Gestoso. Parallèlement à sa carrière d’avocat, Fal Conde entama aussi une brève carrière de professeur, enseignant l’histoire, le droit et l’éthique au collège de jésuites de Villasis à Séville,. À l’université de Séville, il travailla au département de droit procédural, tout en menant des recherches en histoire du droit politique espagnol,. Il fut aussi passagèrement concessionnaire d’automobiles.
En 1922, Fal Conde épousa María de los Reyes Macías Aguilar (1904-1975), originaire de la ville de Sanlúcar proche. Le couple, qui élut d’abord domicile dans la calle Miguel del Cid à Séville, eut 7 enfants, venus au monde entre 1923 et 1938. Certains de ses enfants seront actifs comme militants traditionalistes durant la période franquiste et au-delà, s’opposant en particulier, dans la décennie 1970, au programme socialiste de don Charles-Hugues ; José Maria, Alfonso et Domingo Fal-Conde Macías étaient présents en partisans de don Sixte lors des incidents de Montejurra en 1976. Dans les années 1980, le même Domingo Fal-Conde Macías fut à la tête de la Comunión Tradicionalista Carlista, nouvelle organisation carliste unitaire. Quant à Javier, il s’acquit une renommée comme chanteur de flamenco.

## Premières apparitions publiques
Il n’a pas été élucidé si Manuel Fal Conde avait des prédécesseurs carlistes parmi ses ascendants, quelques auteurs affirmant qu’il n’y en avait pas, d’autres au contraire citant sa famille comme un cas exemplaire d’allégeance carliste se transmettant de génération en génération à la manière d’un code génétique. L’on sait que le père de Fal Conde était un catholique dévot, mais aucune des sources ne fournit d’information claire quant à ce qu’étaient exactement ses opinions politiques. Il est possible que les principes traditionalistes aient été sinon implantés de novo, du moins corroborés chez le jeune Fal Conde au cours de sa formation scolaire. Au tournant du siècle, les jésuites sympathisaient incontestablement avec Ramón Nocedal, fondateur en 1888 du Parti intégriste (comme scission du Parti carliste), et avec sa vision intégriste de la religion et de la tradition ; il est probable que les années à Villafranca aient influencé Fal Conde en ce sens. Il a reconnu la fascination juvénile qu’il éprouva pour l’allocution prononcée devant les membres du collège par Manuel Senante Martínez, alors l’une des figures clef de l’intégrisme politique,. Il apparaît probable en outre que le catholicisme militant de Manuel Sánchez de Castro ait encore renforcé cette tendance, contribuant à faire du jeune Fal un militant catholique énergique, peut-être selon une orientation intégriste intransigeante et ultra-réactionnaire ; témoin sans doute de cela la vision de Fal Conde sur ce qui constitue le fondement de la nation espagnole : 

« La Patrie espagnole est une réalité historique, dont l’unité indestructible fut forgée, non tant par la communauté de territoire, de race, ou de langue, mais avant tout et essentiellement par l’unité de Foi catholique et par la destinée commune des différents peuples que concourent à la former. »

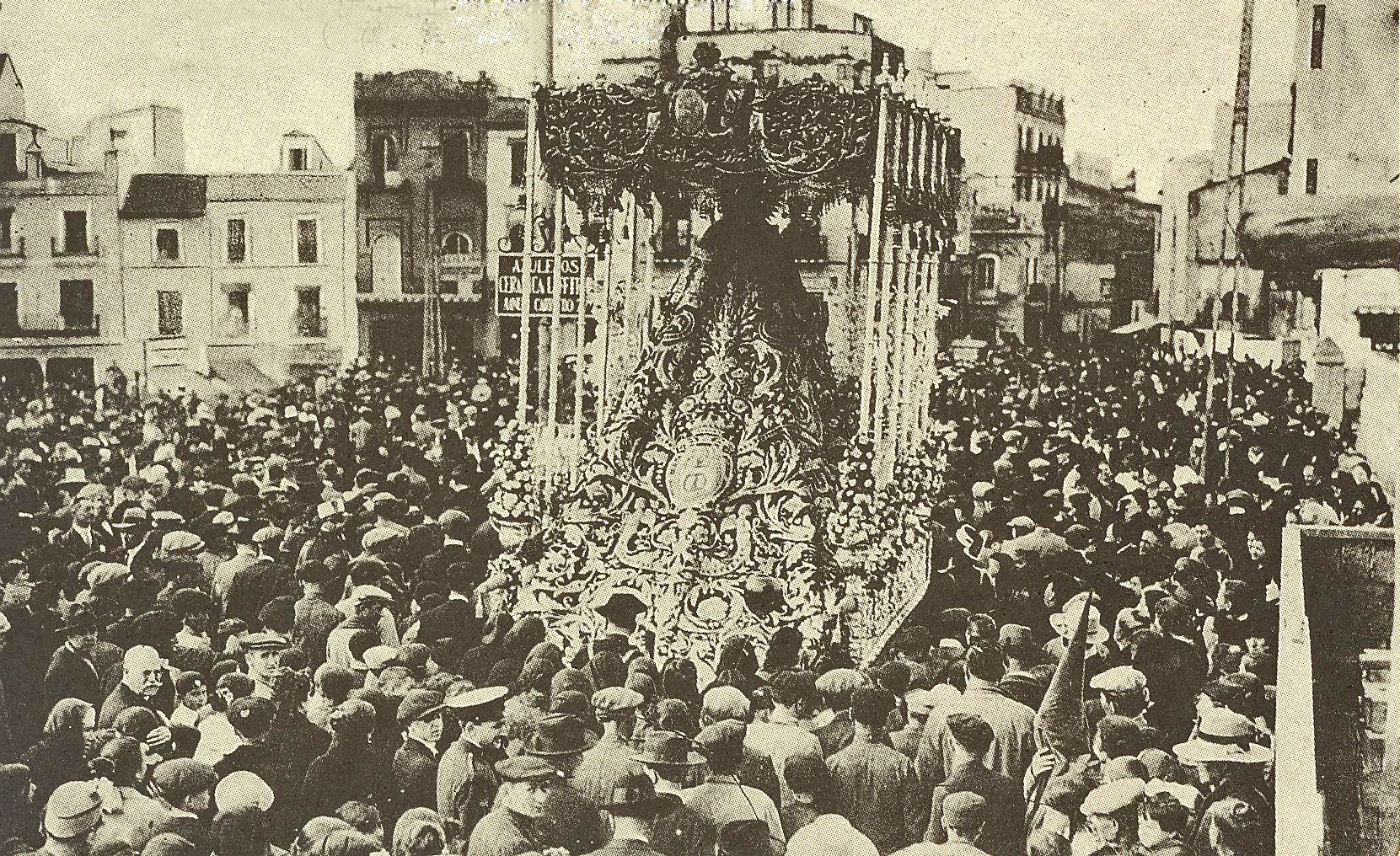
Semaine sainte à Séville (vers 1915).

L’engagement de Fal dans la vie publique commença dès ses années universitaires à Séville ; il rejoignit en effet l’Asociación Escolar Sevillana et en devint bientôt le président ; ladite organisation demeurait certes un groupement assez typiquement estudiantin, mais néanmoins incliné politiquement vers le « catholicisme politique et social », accommodé de traditionalisme en général et d’une posture pro-allemande durant la Première Guerre mondiale en particulier. Au lendemain de son retour de Madrid, Fal se mit à contribuer à des publications catholiques locales, puis, dans les années 1920, se signala dans diverses organisations catholiques, allant d’associations éducatives et caritatives jusqu’à des syndicats et des associations de pénitence, telle que la Congrégation des Louis, la Conférence de saint Vicent-de-Paul, diverses confréries de pénitence, le Patronato para Obreros lié aux jésuites, la Compagnie des Sœurs de la Croix (Compañía de las Hermanas de la Cruz, rattachée aux franciscains) et quelques autres, et fut lui-même à l’initiative de quelques célébrations, telle que la Romería de la Reina de los Ángeles (une romería étant un pèlerinage vers un lieu saint ou un sanctuaire), célébrée sur la Peña de Arias Montano à Alájar et inaugurée en 1924. Son implication dans une variété d’organisations permit à Fal Conde d’acquérir de l’expérience et de faire éclore ses grandes capacités d’organisateur.

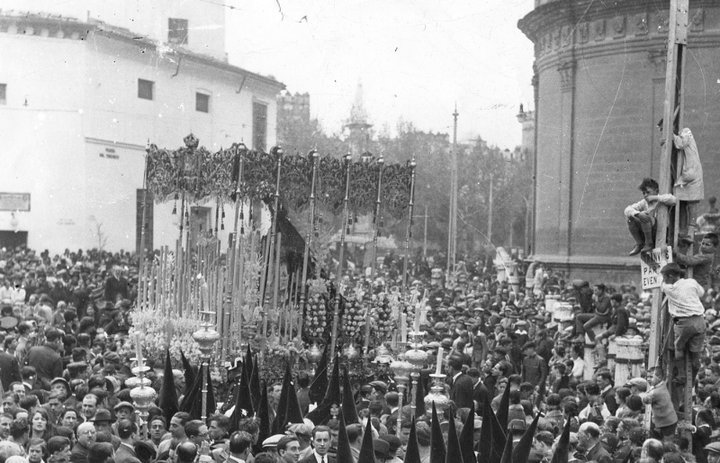
Semaine sainte, Séville 1928.

Il est incertain si Fal Conde devint actif dans les rangs intégristes dès la fin de la période de la Restauration ou seulement à partir de la dictature de Primo de Rivera (1923-1930) ; toujours est-il que les auteurs actuels, lorsqu’ils évoquent ses activités d’après 1931, se réfèrent à lui presque unanimement comme étant un ancien intégriste,, voire plus explicitement encore comme « ancien militant du Parti intégriste » (antiguo militante del Partido Integrista), encore qu’aucune source ne fournisse d’informations précises sur son engagement dans l’une ou l’autre activité politique de parti dans la décennie 1920,. En 1930, le quotidien intégriste El Siglo Futuro (littér. Le Siècle futur), lorsqu’il évoquait dans ses colonnes les activités de Fal Conde, le désignait par « notre très-cher ami de Séville » (queridísimo amigo nuestro de Sevilla), ce qui porte à supposer qu’il a pu effectivement collaborer avec le mouvement intégriste en général et avec ce journal en particulier dès avant cette date, compte tenu notamment qu’il affichait un penchant marqué pour le journalisme, qu’il avait contribué à plusieurs titres de presse avant 1923, qu’il devait plus tard lancer son propre quotidien, et qu’il sera correspondant d’El Siglo Futuro au début de la décennie 1930.

## Début en politique

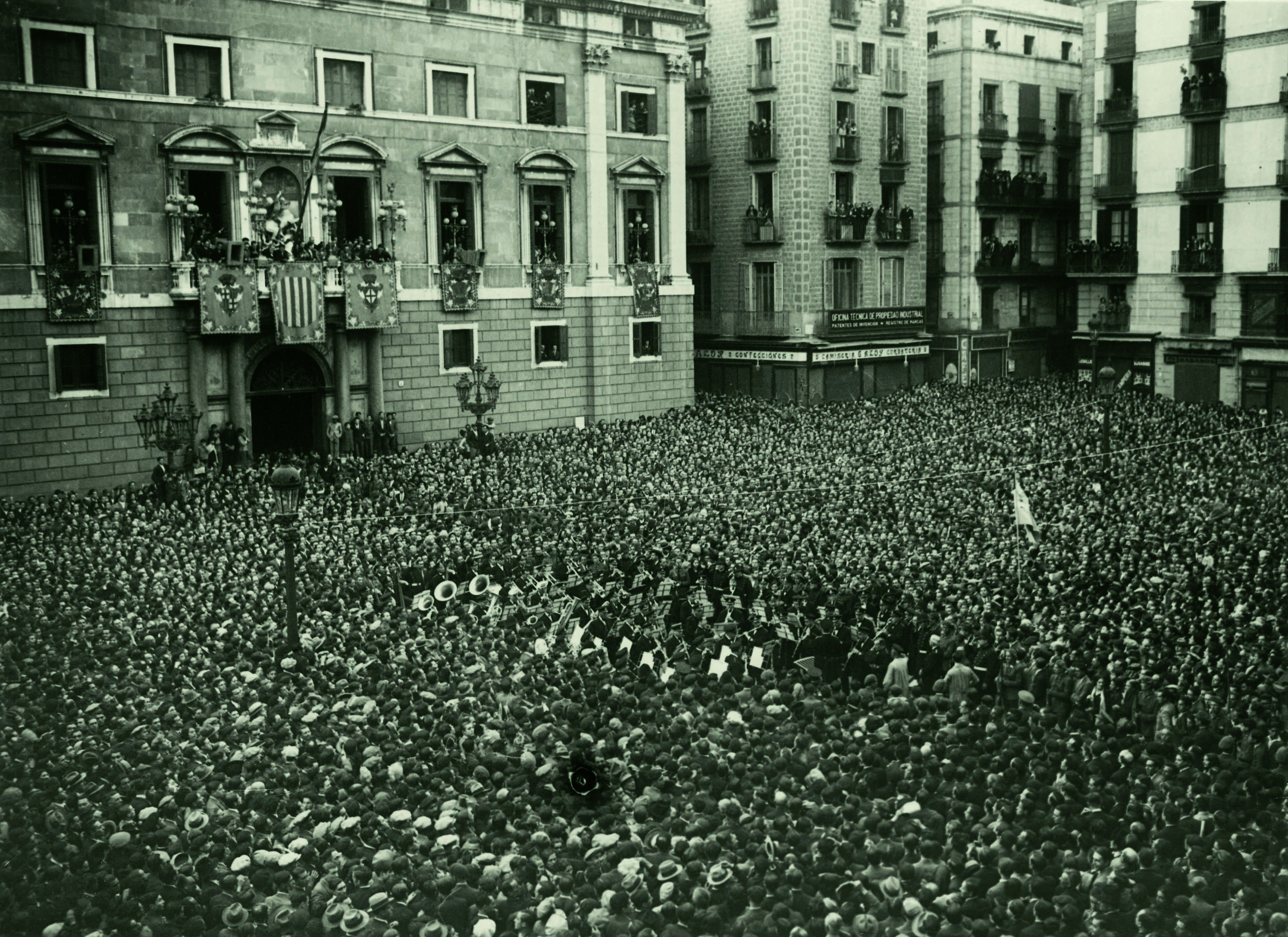
Proclamation de la République en 1931.

Fal Conde, qui dira plus tard s’être engagé en politique pour remplir sa responsabilité de chrétien et comme pour répondre à un appel venu de Dieu,, s’associa pour la première fois à une action politique au printemps 1930, figurant en effet parmi les membres de la Junta Organizadora (Comité d’organisation) du Partido Tradicionalista-Integrista, nouvel avatar de l’intégrisme surgi dans l’après-dictature primorivériste. S’étant imposé bientôt comme le dirigeant de la branche sévillane du parti, il s’employa notamment, à la fin de la décennie 1930, à co-organiser les branches locales des Jeunesses intégristes (Juventud Integrista).
Fal assista horrifié à l’instauration de la République, avec le laïcisme militant propre à ce nouveau régime politique ; il prit en mains personnellement les sections locales de Juventud Integrista pour tenter de préserver les églises de Séville contre les violences qui ne tardèrent pas à éclater en mai 1931. En juin de la même année, il entra dans la course en vue d’un siège de député aux Cortes pour Cadix, mais ne fut pas élu. À en croire un futur livre d’hommage, Fal Conde récolta un nombre suffisant de voix, mais se retrouva, par suite de manipulations en coulisse, rejeté à une place non éligible ; dépité, il ne concourra plus jamais pour un siège aux Cortes. En lieu et place, Fal Conde, déjà partie prenante de l’Impresora Bética (IBSA), groupe éditorial éditant plusieurs journaux, revues, bulletins et autres publications d’obédience carliste en Andalousie,, porta désormais tous ses soins à un quotidien nouvellement acquis, El Observador, relancé à Séville comme titre de presse catholique ultraconservateur, en plus de collaborer à d’autres publications locales, tel que le journal intégriste La Union et de faire l’acquisition du journal de Jaén El Pueblo Católico, alors moribond, pour en faire le journal carliste moderne El Eco de Jaén, dont il était propriétaire également.
Début 1932, intégristes et carlistes décidèrent de se réunifier sous l’étiquette de Comunión Tradicionalista. Fal Conde, qui s'était vu confier la direction du nouveau parti pour l’Andalousie occidentale, parvint, aux côtés des responsables provinciaux, à implanter avec une réussite remarquable le traditionalisme là où il n’avait joui jusqu’alors que de fort peu de faveur, certains auteurs évoquant même une « authentique éclosion traditionaliste » en Andalousie occidentale, grâce au prosélytisme et à l’efficacité de Fal,.
Un trait caractéristique de son action comme dirigeant était — même en comparaison avec d’autres dirigeants carlistes — son hostilité déclarée envers la République. Ainsi Fal Conde se montra-t-il prêt à coopérer avec les plans séditieux de Sanjurjo, et escomptait pouvoir lever 6 000 requetés en Navarre, prévision un peu hasardeuse, étant donné que l’organisation des requetés navarrais n’avait pas alors les capacités d’encadrer militairement un tel effectif. Certaines circonstances, surgies par suite d’une conversation qu’eut Oriol avec Sanjurjo, mirent cependant à mal la collaboration des carlistes avec Sanjurjo ; les carlistes décidèrent alors de se désister, mais ne voulaient pas non plus que le possible échec du coup d’État puisse être imputé à leur attitude. Rodezno appela Fal Conde pour lui expliquer la situation difficile créée par la rupture de l’accord de principe conclu auparavant, plus particulièrement à Séville, où Sanjurjo comptait fermement sur le renfort des requetés. Fal Conde s’avisa donc que la Comunión ne pouvait pas donner son aval à l’entreprise de Sanjurjo, mais consentit d’autre part à ce que les carlistes puissent s’y engager, non comme collectivité, mais à titre individuel. Aussi Fal Conde put-il déclarer après coup : « Nous n’étions pas avec Sanjurjo ni le 9 ni le 10 août ; nous l’étions le 11, en le voyant persécuté ». Comme de juste, l’Andalousie sera la région où le coup d’État de Sanjurjo fut le mieux accueilli par les carlistes locaux, au point que quelques-uns d’entre eux furent tués dans les combats qui s’ensuivirent, et à telle enseigne aussi qu’au lendemain du coup d’État, Fal fut incarcéré pendant trois mois,,, ce qui ne le retiendra pas de sonder par la suite d’autres militaires en vue d’un soulèvement carliste. Par ailleurs, son journal El Observador ne cessait de prôner l’usage de la violence, Fal Conde écrivant p. ex. que la population catholique devait défendre la société « y compris avec son sang » contre un pouvoir injuste et usurpateur, déclarant crûment en juillet 1933 que « le pouvoir c’est la violence », et appelant à organiser la résistance en proportion de la violence subie. Deux autres traits spécifiques au carlisme andalou étaient d’une part son impact sur la jeunesse catholique — dans nombre de districts andalous, le carlisme émergea exclusivement comme mouvement de jeunesse, état de fait qui poussa Fal Conde au printemps 1933 à créer une fédération des cercles de jeunesse locaux, —, et d’autre part les initiatives en direction de la classe ouvrière des villes, lorsque de pressants problèmes sociaux eurent incité Fal Conde début 1933 à mettre sur pied, non sans succès, une section ouvrière, dénommée Agrupación Gremial Tradicionalista,,. Pour organiser la Semaine sainte à Séville en 1932, Fal Conde usa de sa grande habileté d’avocat pour contourner l’interdiction constitutionnelle de toute manifestation publique de religiosité. Il faisait aussi figure de défenseur pugnace du cardinal Segura et, à l’inverse, de détracteur de Herrera Oria et de Tedeschini, accusés par lui d’« irénisme et de lâcheté ».

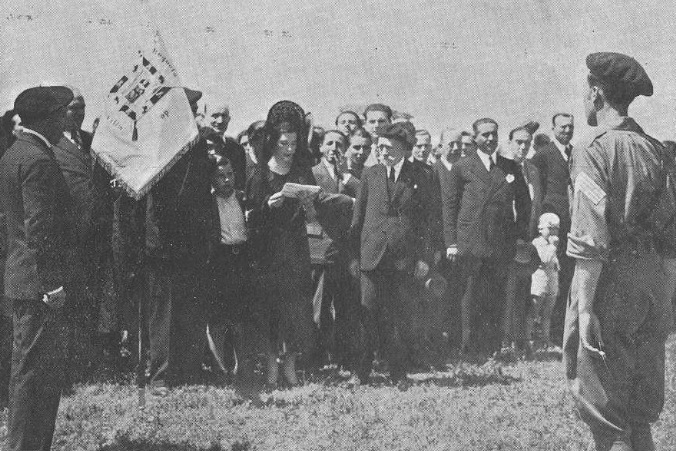
Rassemblement sur le domaine agricole de Quintillo, près de Séville (1934).

En juin 1933, Fal Conde attira sur lui l’attention du pays tout entier par le rassemblement à Zumarraga, en Guipúzcoa, organisé par les carlistes en guise de célébration nationale à la mémoire de Zumalacárregui. Les participants, pour la plupart originaires du Nord de l’Espagne, eurent la stupéfaction de voir arriver une cavalcade d’autobus transportant un contingent massif venu d’Andalousie, avec Fal Conde à sa tête. En novembre 1933, en reconnaissance de ses talents d’organisateur, Alphonse-Charles nomma Fal Conde chef régional pour toute l’Andalousie, mais le véritable coup d’éclat ne devait survenir qu’en avril 1934, quand la section carliste régionale convoqua un rassemblement massif sur le domaine de Quintillo, près de Séville, dont un défilé de 650 requetés, revêtus d’uniformes et dûment entraînés, constitua l’apothéose et provoqua une vive impression sur les invités des autres régions,. Après que la direction nationale du comte Rodezno eut été contestée en raison de sa tentative de rapprochement avec les alfonsistes et de sa stratégie gradualiste,, Fal se positionna comme l’un des principaux impétrants pour ce poste. Alphonse-Charles, lui-même favorable à l’intégrisme et personnellement proche de Fal depuis les dernières années de la Restauration, semblait bien disposé envers lui. En mai 1934, en dépit de son âge relativement jeune et de l’accueil assez tiède que lui réservait le fief carliste, la Navarre, Fal fut désigné secrétaire général de la Communion,. El Siglo Futuro le fêta comme le « Zumalacárregui sévillan », et les jeunesses carlistes l’accueillirent comme l’homme qui « apporta Montejurra en Andalousie » ; une biographie apologétique suivra bientôt,.

## Chef carliste

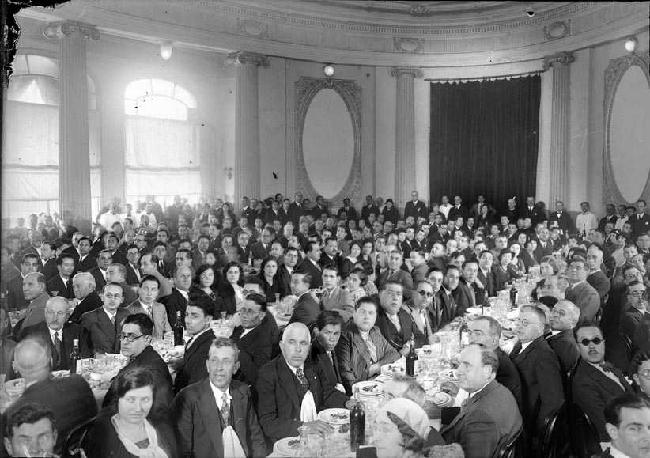
Réunion carliste (années 1930).

Fal Conde s’attela à réorganiser en profondeur les structures carlistes. À cet effet, il créa : cinq Délégations centrales, chargées de coordonner les activités liées à la Jeunesse, à la Presse, à la Propagande, aux Requetés et aux Finances, confiées respectivement à Arellano, González Quevedo, Lamamié, Zamanillo et Sangarrén, ; un Conseil de la culture (Consejo de Cultura), mis sur pied pour diffuser les idées carlistes et rassembler les carlistes de différentes origines, et dirigé par Pradera ; et un Grand Conseil, institué pour rapprocher du Centre de commandement les différentes directions régionales. Le lancement d’un organe de presse carliste officiel, qui reçut nom de Boletín de Orientación Tradicionalista, permit d’optimiser la communication et d’éliminer le problème persistant de la dépendance vis-à-vis du bon vouloir des équipes éditoriales à la tête des quotidiens carlistes. Point le plus important, Fal Conde sépara les organisations affiliées d’avec les cercles locaux (círculos), pour regrouper celles-là dans des structures nationales parallèles centralisées. Les premiers à être remodelés furent les requetés, — auxquels Fal Conde s’appliqua à redonner vigueur, mais à sa manière singulière, notamment par la création d’un Devocionario del Requeté (dévotionnaire, livre de prières), dont la couverture portait la devise « Ante Dios nunca serás héroe anónimo » (Devant Dieu, tu ne seras jamais un héros anonyme), destinée à servir d’antithèse au symbole athéiste du Soldat inconnu —, ensuite la Jeunesse traditionaliste (Juventud Tradicionalista), puis enfin, mais avec un succès moindre, l’AET (Agrupación Escolar Tradicionalista, Groupement scolaire traditionaliste) et les Margaritas (organisation carliste féminine). De nouvelles filières d’adhésion au carlisme furent mises en place : le prolétariat urbain fut appâté par l’Agrupación Gremial (littér. Groupement syndical) ; une organisation carliste de la Croix-Rouge vit le jour sous l’appellation de Socorro Blanco (Secours blanc) ; et à l’intention des jeunes garçons fut créée une association sous le nom de Pelayos. Un impôt interne fut établi, et Fal institua le Tesoro de la Tradición (Trésor de la tradition), sorte de ministère carliste des Finances. Les périodiques carlistes, mieux coordonnés désormais et dotés de toute la machinerie propagandiste moderne, durent s’astreindre à une plus grande discipline en contrepartie d’aide financière, ce qui p. ex. eut pour effet de faire passer El Siglo Futuro d’un quotidien d’allure dix-neuviémiste à un journal totalement moderne, avec photographies, graphismes, mise en page complexe et sections nouvelles ; en 1935, le mouvement carliste détenait neuf quotidiens, en plus de 19 autres périodiques.
Les changements opérés dans les différentes organisations du mouvement apportèrent un grand progrès du point de vue de la manœuvrabilité, permirent d’atteindre la masse critique, accrurent l’homogénéité, et, en renforçant la discipline, placèrent aux mains de Fal Conde et de son entourage le commandement de l’ensemble des structures, et par là permirent de mettre fin à la dépendance vis-à-vis des comités locaux et en particulier vis-à-vis de celui de la région basco-navarraise. Cette dernière se plaignait de la « fascisation » de la Comunión, plus particulièrement de ce que les postes clef étaient tous occupés par des collaborateurs attitrés de Fal Conde. Les requetés, de groupements locaux qu’ils avaient été jusque-là, capables au mieux d’assurer la protection des églises locales, étaient devenues une organisation paramilitaire d’envergure nationale en mesure d’atteindre des objectifs militaires tactiques. Nul autre parti ne disposait d’une organisation globale comparable ; en regard, les milices phalangistes, anarchistes, socialistes ou communistes apparaissaient configurées principalement comme groupes de choc urbains spécialisés dans les violences de rue de portée limitée, telles que sabotages, incendies volontaires ou assassinats.
La Comunión ainsi remodelée était pleinement à même de supporter le poids croissant des contingents d’affiliés en expansion rapide ; au contraire des cercles (círculos) de naguère, isolés et inefficaces, où le zèle des nouveaux convertis ne tardait pas à s’émousser, les nouvelles structures étaient à même de canaliser et d’alimenter l’enthousiasme. Outre ces aspects organisationnels, le changement commença à se répercuter y compris même sur le mode de vie des adhérents : ainsi étaient-ils exhortés, en plus de lire les journaux carlistes et de fréquenter les bibliothèques carlistes, à acheter aussi des produits carlistes, à passer leurs vacances dans des hôtels carlistes, et même à jouer au football au sein de la ligue carliste de football. La Comunión se mit à se déployer dans des zones jugées jusque-là improbables tant géographiquement que socialement ; des sections carlistes faisaient leur apparition dans des régions telles que l’Extrémadure ou les Canaries, tandis que, à l’instar de l’Andalousie occidentale, les sections locales carlistes d’autres régions commençaient à accueillir à leur tour des représentants du prolétariat urbain.
À l’opposé des Nordistes, qui concevaient le traditionalisme comme enraciné dans la famille et dans les valeurs régionales, c’est en premier lieu sur les structures d’organisation que Fal Conde tendait à mettre l’accent. Attendu qu’un système d’alliances risquerait de placer les carlistes sous la domination d’autres groupements, une campagne (politique ou militaire) victorieuse — sans doute irréalisable si les carlistes faisaient cavalier seul — ne serait envisageable pour Fal que moyennant que le mot d’ordre en soit donné par les carlistes et qu’elle soit manœuvrée par eux. En accord avec cette vision, le carlisme sous Fal Conde répugnait à toute alliance, en raison de quoi la stratégie du mouvement était taxée d’« isolationniste » ou d’« exclusionniste ». S’il s’était senti contraint vers la fin de 1934 de se fédérer avec Renovación Española dans le Bloc national (qui était l’alliance politique de droite en Espagne dans les dernières années de la décennie 1930), il fit en sorte que son ralliement l’engage le moins possible,. Dès 1933, Fal avait exprimé le point de vue, qui sera plus tard érigé en dogme, qu’il valait mieux pour les membres de partis différents de persister à rester dans leurs propres organisations. En 1935, se faisant de plus en plus sceptique envers le Bloc national, il fit peu obstacle à ce que, plus tard cette même année, le comte Rodezno aille se mêler aux alfonsistes (partisans du prétendant Juan de Bourbon) dans un organisme commercial privé, puis quitta définitivement l’alliance à l’été 1936. Envers la CEDA, de l’émergence de laquelle il fut témoin, Fal Conde nourrit d’emblée une forte méfiance, non seulement à cause du caractère circonstanciel de ce parti et de sa contamination par le libéralisme, mais aussi parce qu’il était une émanation du régime républicain sans Dieu. Vers la fin de 1933, quand la CEDA eut opté pour une coalition avec Lerroux, Fal Conde, nouvellement promu délégué pour toute l’Andalousie, jugea que ce n’était pas là une façon de défendre la religion en Espagne et que Gil-Robles s’était de lui-même coupé de ses anciens alliés. Au début de 1934, El Observador projetait de mener une campagne de presse prolongée contre la CEDA, et Fal fut enchanté de voir ce parti finir par se désagréger entre 1935 et 1936.

Étendard carliste.

Un autre glissement stratégique du carlisme opéré sous Fal Conde consistait dans un désintérêt pour la politique et dans l’accent mis désormais sur le développement de l’organisation, avec une attention toute particulière pour la chose paramilitaire. Sa vision était dès ce moment axée sur un renversement violent de la république ; à partir de 1935, un langage ouvertement belliqueux se faisait de plus en plus habituel lors des rassemblements carlistes, à grand renfort de références au sacrifice, au sang, aux armes, à la violence et à la conquête du pouvoir. Le 3 novembre 1935, lors d’un rassemblement réunissant de nombreux traditionalistes, avec la participation entre autres de Zamanillo et de Larramendi, en plus de Fal Conde, celui-ci déclara : « Si la révolution veut nous emmener vers la guerre, il y aura la guerre »,. Bien qu’ayant consenti que les carlistes participent aux élections de 1936, Fal se désintéressa largement de la campagne électorale. Ainsi, quand le prétendant carliste Alphonse-Charles adressa à Fal Conde une lettre où il lui proposait d’appuyer sa candidature, Fal déclina cette offre.
Quand même les rodeznistes ne l’aient vu que comme un bureaucrate peu inspirant, terne et médiocre, Fal avait su s’acquérir, chez les requetés et dans la jeunesse, une reconnaissance frisant la dévotion, raison suffisante pour Alphonse-Charles de se montrer entièrement satisfait ; en décembre 1935, il éleva Fal Conde de secrétaire général à délégué en chef (Jefe Delegado) du parti.
Fal accepta sans objection la décision d’Alphonse-Charles d’amorcer une régence. Si beaucoup considéraient don Javier, étranger sans notoriété, comme une figure ridicule dans son costume de prétendant, et préféraient mener des pourparlers en vue d’une fusion avec les alfonsinos, ce n’était cependant pas le cas de Fal Conde, quoi qu’en aient pensé les dénommés cruzadistas, qui accusaient Fal et sa « camarilla intégriste » de tremper dans une conspiration visant à transférer les droits dynastiques aux alfonsinos, accusations que les commentateurs rejettent en général comme farfelues. En réalité, Fal Conde était lui aussi préoccupé par le problème de la succession, mais se gardait de presser Alphonse-Charles à ce sujet et préférait attendre qu’il prenne sa décision.

## Soulèvement militaire et mise en place du Parti unique

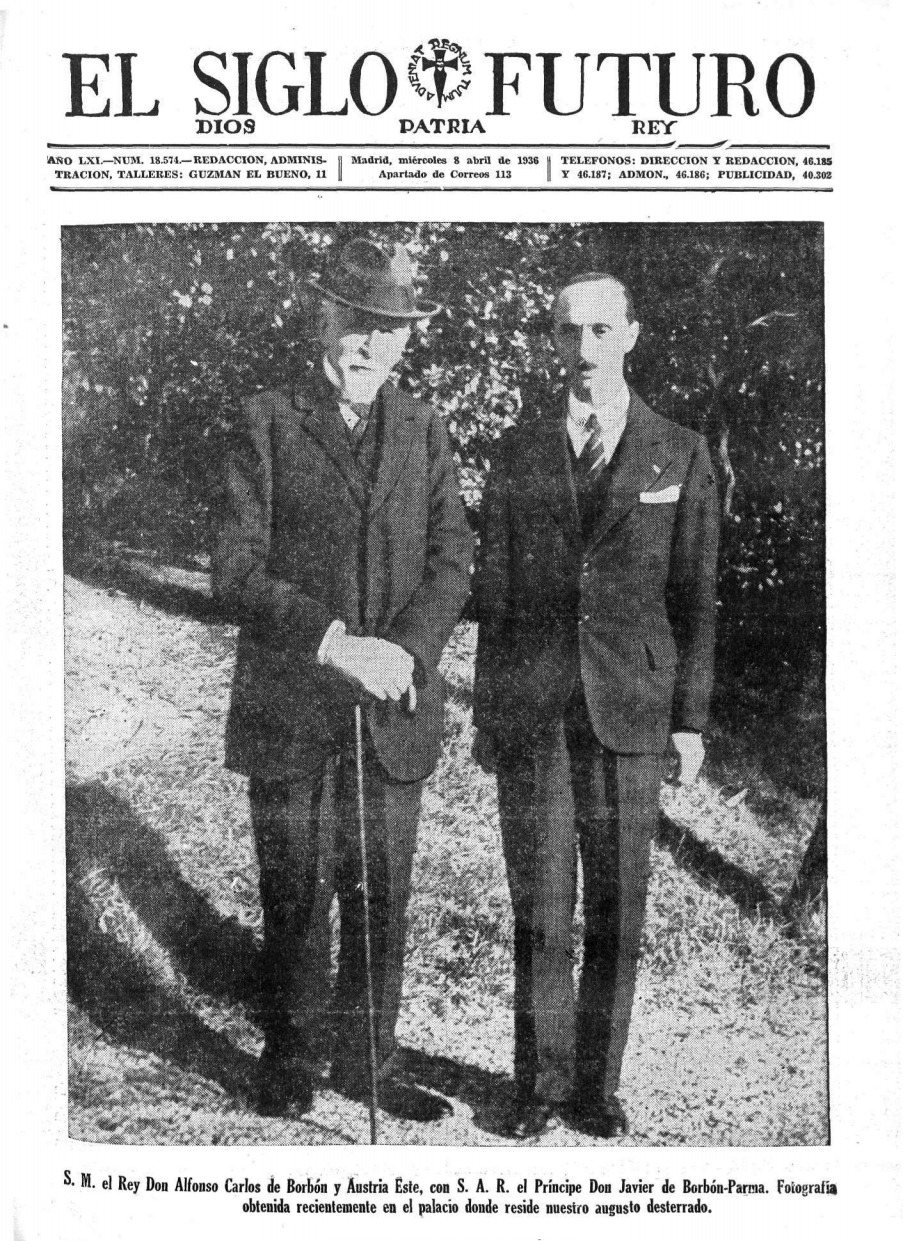
Alphonse-Charles et don Javier (avril 1936).

### Conspiration et coup d’État de juillet 1936
Convaincu que dans la bataille contre la démocratie, les carlistes devaient être les premiers à frapper, à plus forte raison après la victoire du Front populaire aux élections de février 1936, Fal Conde activa les préparatifs de guerre ; il est vrai cependant qu’il passa plus de temps à Saint-Jean-de-Luz en compagnie de don Javier qu’en Espagne,, certaines sources affirmant même qu’il s’exila en France,. Cette même année 1936, à Lisbonne, il entra en contact avec Sanjurjo et, à Saint-Jean-de-Luz, avec le général Muslera et le lieutenant-colonel Rada. Le 1er mai 1936, Fal participa à Estoril, près de Lisbonne, à une réunion entre le prince Javier de Bourbon et Sanjurjo. Il fut alors mis à la tête de la Junta Suprema Militar (Comité militaire suprême), composée du général Muslera, du lieutenant-colonel Baselga, du lieutenant-colonel Rada, du capitaine Sanjurjo (fils du général exilé) et d’inspecteurs militaires locaux ; son plan initial — qui prévoyait d’allumer dans l’Ouest de l’Espagne deux foyers d’insurrection requeté, dans le but de leurrer les troupes gouvernementales et de permettre aux conspirateurs à Madrid, déguisés en Gardes civils, de s’emparer des institutions publiques clef, pendant que des requetés arriveraient en renfort du Nord — fut abandonné en avril 1936, après que les services de sûreté eurent découvert de faux uniformes de la Garde civile. Le plan s’appuyait sur la présupposition que l’armée resterait passive, mais les pourparlers qui avaient eu lieu avec Sanjurjo n’avaient pas abouti à un accord,. Fal Conde avait d’abord envisagé une insurrection purement carliste, avec l’assistance conditionnelle de l’armée, vu que les militaires ne posaient pas de conditions incompatibles avec les principes carlistes. Fal Conde misait tout sur Sanjurjo, qui avait consenti à prendre la tête du soulèvement et que Fal avait rencontré dès mars 1936 à Lisbonne. Dans l’esprit de Fal, le coup d’État, qu’il fût conçu comme une entreprise exclusivement carliste ou comme un projet conjoint carliste et militaire, devait donner lieu à un gouvernement de transition appelé à préparer l’instauration d’une monarchie traditionaliste.
Les pourparlers avec Mola en revanche restèrent sans résultat, Mola, comme du reste la plupart des généraux conspirateurs, voyait l’insurrection comme moyen de changer le gouvernement, d’empêcher la révolution et de rétablir l’ordre, non comme moyen de restaurer la monarchie, moins encore une monarchie traditionaliste. Fal Conde exigeait la suspension de la législature républicaine, la dissolution de tous les partis politiques (y compris ceux d’appoint), l’instauration d’une dictature provisoire sous la forme d’un directoire fortement dominé par les carlistes et censé passer le relais à un futur État corporatiste, et l’adoption de l’étendard monarchiste. Mola ne pouvait accepter les conditions de Fal, lequel demeura absolument intransigeant pendant les négociations, au grand désespoir de Mola. Il n’y eut donc pas de pacte formel entre militaires et carlistes ; Mola et Fal Conde finirent par convenir d’agir sur la base de la lettre envoyée par Sanjurjo le 11 juillet, laquelle autorisait l’usage du drapeau monarchiste, à condition que les unités de l’armée s’abstiennent de l’arborer, et préconisait la mise en place d’un gouvernement apolitique comprenant des civils, l’abolition de tous les partis politiques (y compris ceux appuyant le coup d’État), le démantèlement du régime républicain, et la mise sur pied d’un État nouveau. La lettre ne comportait aucun engagement explicite en faveur de la monarchie, non plus que d’une monarchie traditionaliste, et aucune garantie quant à une participation carliste dans le commandement militaire ou dans le gouvernement provisoire,.
Cependant, Mola engagea des négociations parallèles avec les carlistes navarrais, qui, emmenés par Rodezno, en court-circuitant Fal Conde, se montraient prêts à associer le requeté local à une insurrection conjointe, avec un cahier de revendications modéré,,,. Si à ce stade Fal Conde songea un moment à limoger le comité navarrais dans son ensemble, il décida de ne pas prendre le risque d’un affrontement ouvert ; Rodezno et son entourage manœuvrèrent de façon à le mettre hors course et réussirent à obtenir l’approbation hésitante de l’émissaire royal don Javier. Par la suite pourtant, don Javier qualifia la position adoptée par les Navarrais de « trahison à nos principes et à nos gens, dont nous avons sacrifié le sang inutilement ». Finalement, le 14 juillet, don Javier et Fal Conde signèrent un ordre enjoignant au requeté de se joindre au soulèvement militaire. Le 6 avril, Manuel Hedilla, au nom de la Phalange, et Aranz de Robles et Lamamié de Clairac, comme mandataires de Fal, avaient convenu de ne pas accepter la future unification si celle-ci était élaborée dans le dos de leurs organisations respectives.
Le 19 juillet 1936, le lendemain du coup d’État, Fal Conde se fit transporter en avion de Saint-Jean-de-Luz à Pampelune, où il resta un jour, puis, la nuit suivante, se déplaça en voiture jusqu’à Burgos (certains auteurs toutefois affirment qu’il demeura à Pampelune jusqu’au 25 juillet ), où Fal se mit à la tête du nouveau Comité exécutif carliste de guerre, la Junta Nacional Carlista de Guerra. Fal partagea son temps entre d’une part le travail de bureau, s’entretenant notamment avec les correspondants étrangers,, et d’autre part l’inspection des troupes carlistes sur les différentes lignes de front,. Il dut se résigner à accepter que le carlisme, au lieu de figurer comme partenaire sur un pied d’égalité, fût relégué à un rôle de second plan ; ce ne sera du reste pas avant septembre 1936 que Fal Conde verra l’émergence d’une alliance à égalité entre militaires et carlistes. Quant à la Phalange, la seule place que Fal était disposé à lui réserver était celle d’un partenaire mineur, dont la présence était accueillie avec quelque condescendance. S’il acceptait de transiger avec l’autoritarisme militaire et s’il finit par admettre le rôle directeur de l’armée, Fal ne dissimulait pas qu’il requérait la restauration immédiate d’une monarchie traditionaliste dès que la victoire serait acquise ; même don Javier se montrait moins explicite sur ce point et inclinait à accepter tel ou tel type de période de transition prolongée, sous la forme d’une dictature militaire. Fal se trouva bientôt dans une position précaire ; la mort accidentelle de Sanjurjo l’avait privé d’un important allié parmi les généraux, puis le décès d’Alphonse-Charles laissa le mouvement carliste privé de roi, ce qui se révéla propice aux dissensions. Les Navarrais créèrent leur propre Junta Central Carlista de Guerra de Navarra, qui agit en corps concurrent, même si théoriquement elle était de portée régionale seulement, et ne cessa de court-circuiter Fal Conde,, ,. Aussi, l’exécutif carliste se disloquait-il ; la dispersion géographique de l’exécutif carliste ajoutait à la confusion générale : Fal Conde résidait à Tolède, certains agents de la Junta Nacional à Burgos et d’autres à Salamanque ; le roi se trouvait à Vienne, son émissaire don Javier à Saint-Jean-de-Luz, tandis que la Junta Central navarraise siégeait à Pampelune. Comme les unités requeté — principal atout carliste, mais inconditionnellement laissées à la disposition des généraux de l’armée — se trouvaient éparpillées sur divers fronts, le carlisme, réalisant les pires cauchemars de Fal Conde, était en passe d’être de facto dominé par ses allies.

### Répression en Navarre et responsabilité de Fal Conde
Au lendemain du déclenchement de l’insurrection nationaliste en Navarre, une tuerie de masse fut perpétrée par les rebelles à l’encontre des opposants civils présents dans la zone navarraise conquise, se soldant par un bilan d’environ 3 000 morts,. L’attitude de Fal Conde envers les républicains captifs est l’objet d’affirmations contradictoires. Certains maintiennent qu’il fut l’instigateur de répressions sanglantes, dirigées également contre des membres du clergé ayant affiché des sympathies nationalistes basques. À la mi-septembre 1936, Fal fit parvenir au général Cabanellas, alors à la tête de la Junta de Defensa de Burgos, une protestation à propos de la nature trop « clémente » de la répression militaire en Guipúzcoa, en particulier celle frappant le clergé aux inclinations nationalistes basques, et insinua que les commandants de l’armée craignaient trop de « se heurter à l’Église » (tropezar con la Iglesia). Dans une lettre adressée au cardinal Segura début septembre, Fal se désolait des moyens répressifs limités mis en œuvre en Guipúzcoa, « alors que ceux dans le Sud sont en surnombre. On dit qu’à Badajoz les fusillés atteignent les 5000, pendant qu’à Tolosa, on n’en est encore qu’à 17 » (mientras los del sur se exceden. En Badajoz capital dicen que llegan a 5000 los fusilados, mientras que en Tolosa solo van 17). Dans des lettres adressées à Segura et au délégué carliste à la Guerre Luis Barrio, Fal recommandait un châtiment exemplaire pour les prêtres soutenant les nationalistes basques et préconisait qu’ils soient jugés en cour martiale, précisant que « tous ceux [des prêtres] qui viennent à se retrouver dans la zone militaire doivent être fusillés, mais après passage en conseil de guerre » (todos aquellos que estén incursos en el bando militar deben ser fusilados pero por consejo de guerra). Aussi certains chercheurs en sont-ils venus à déclarer que la seule différence entre Fal et les phalangistes était que le dirigeant carliste tenait à ce que les prêtres pro-basques fussent exécutés à l’issue d’un procès, alors que les seconds jugeaient superfétatoire la fiction des procédures légales. D’autres chercheurs au contraire affirment que Fal faisait tout ce qui était en son pouvoir pour empêcher les exécutions, ces chercheurs mettant en lumière notamment : que Fal Conde exigeait que les autorités ecclésiastiques soient consultées dans toutes les affaires relevant de la cour martiale ; qu’il interdit les exécutions sommaires ; qu’il proposa que les requetés se tiennent à l’écart des procédures et en laissent la conduite aux militaires ; qu’il approuva un ordre interdisant les exécutions sommaires, émané du chef carliste régional navarrais et publié dans El Pensamiento Navarro le 24 juillet ; et qu’il tenta de s’assurer que des requetés ne soient pas impliqués dans la répression et qu’il sauva plusieurs prêtres nationalistes personnellement,. Suivant certaines sources, une des conditions posées par Fal Conde lors des négociations autour du ralliement carliste au coup d’État aux côtés de Mola était que les requetés ne seraient pas utilisés pour des opérations de police. La conclusion à laquelle aboutit ce groupe d’auteurs est que « tous ces faits mettent pour le moins en doute une affirmation aussi percutante que celle voulant que Manuel Fal Conde fût le principal « impulseur » des exécutions de prêtres nationalistes en Guipúzcoa ». Le débat sur la responsabilité carliste — et, compte tenu de l’autorité politique de Fal Conde, de la responsabilité personnelle de celui-ci — dans les atrocités commises par les nationalistes dans leur zone, ne permet pas de conclusion définitive.

### Refus du parti unique et disgrâce
Dans la zone nationaliste, dès après l’intronisation de Franco comme commandant en chef (généralissime) militaire et politique, toutes les organisations de gauche furent interdites sous la loi martiale, et Gil-Robles, chef du parti conservateur le plus important, ordonna dans une lettre datée du 7 octobre 1936, soit une semaine après la prise de pouvoir par Franco, à tous les membres de la CEDA et à ses miliciens de se soumettre complètement au commandement militaire. Seuls les phalangistes et les carlistes gardèrent leur autonomie vis-à-vis de l’autorité militaire. Si les phalangistes étaient autorisés pendant un temps à avoir leurs deux propres écoles de formation militaire, Franco eut soin en même temps d’unifier toutes les milices sous un commandement militaire régulier, et coupa court à toute velléité d’opposition politique en procédant à une série d’épurations, dont les victimes étaient accusées d’attenter à « l’unité de commandement ». Les milices carlistes et phalangistes, réfractaires à la mainmise franquiste, furent contraintes de fusionner.
En novembre 1936, afin de renforcer la position des carlistes face aux militaires, Fal Conde lança deux nouveaux projets : l’Obra Nacional Corporativa, organisation syndicale générale, qui ouvrit des sections dans toutes les provinces conquises par les nationalistes, et une Académie militaire, destinée à former les cadres de commandement carlistes,. Les historiens ne s’accordent pas sur la question de savoir si ce dernier projet avait été préalablement discuté avec les militaires et approuvé par eux ; certains auteurs affirment que Mola fut consulté et qu’il l’approuva, d’autres nomment Francisco Franco Salgado-Araújo (dit Pacón), le cousin du Caudillo, d’autres encore évoquent Franco lui-même. Quoi qu’il en soit, Franco, très indisposé par cette marque d’indépendance de Fal Conde, le manda à Burgos au début de décembre et le plaça devant le choix entre exil et peloton d’exécution. Pendant que la Junta Nacional carliste, que dominait Rodezno, plaidait pour la soumission,,, Fal quittait l’Espagne pour Lisbonne,, tout en restant officiellement, mais de plus en plus en théorie seulement, le chef carliste, bien qu’il eût démissionné comme chef de la Junta Nacional ; aussi le pouvoir de décision réel bascula-t-il pour une grande partie vers les Navarrais. La propagande carliste continua néanmoins de vénérer Fal et faisait silence sur Franco autant que possible ; dans la presse carliste, le mot d’ordre officiel « Una Patria, Un Estado, Un Caudillo » se trouvait souvent juxtaposé à une photographie de Fal ; les références à Franco étaient peu nombreuses et reléguées vers les pages intérieures, pendant que celles à Fal Conde étaient mises en évidence en première page. Aux dires de son fils, si Fal Conde se soumit, c’était par peur de déclencher une grave crise dans les rangs nationalistes.

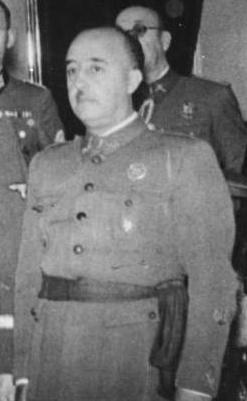
Francisco Franco.

Face aux pressions exercées au printemps 1937 sur les carlistes pour qu’ils acceptent l’unification dans le parti unique FET y de las JONS, Fal Conde ne rejetait pas a priori une telle perspective, mais insistait — notamment lors des entretiens qu’il eut avec ses camarades traditionalistes à l’assemblée d’Ínsua, au Portugal, en février 1937 — qu’elle soit accomplie dans le respect des conditions carlistes, réitérant cette même position lors de ses pourparlers de février 1937 avec les négociateurs phalangistes Dávila, Gamero et Escario à Lisbonne,. Début février, il avait fait connaître son point de vue par écrit sous les espèces d’un document intitulé Points essentiels pour l’Union, où il mettait en avant que seule était acceptable une fusion équitable et complémentaire, avec un triumvirat pour diriger le nouveau parti, et ce jusqu’à ce que soit remportée la victoire dans la Guerre civile, avec proclamation subséquente d’une monarchie traditionaliste, avec don Javier accepté comme régent ; le futur État, de coupe corporatiste, devait englober tous les syndicats nationaux, et tous vestiges du système libéral de partis auraient à y être abolis. Quand les phalangistes eurent répliqué par une contre-proposition qui revenait à absorber les carlistes dans leur propre parti, Fal Conde réaffirma sa position dans un nouveau document, où un parti unifié n’était envisageable que comme mesure temporaire, à révoquer au lendemain de la victoire. Même si durant des tractations ultérieures fin février 1937, la possibilité d’une régence fut évoquée par Franco, les deux camps ne purent arriver à aucun accord. Lors de rencontres à Burgos en mars et à Pampelune en avril, en l’absence de Fal, la balance pencha vers les rodeznistes, lesquels, prêts à accepter les conditions de la fusion telles qu’édictées par Franco, placèrent don Javier devant un ultimatum et firent si bien que lui au moins ne faisait pas obstacle,.
À la suite du décret d’unification, promulgué le 20 avril 1937, Fal Conde n’était plus désormais que le dirigeant d’un mouvement techniquement inexistant,. Entre-temps aussi, plus de cinquante périodiques de la Comunión avaient été saisis par les autorités. Au début, Fal ne broncha pas, et la seule chose que l’on percevait de lui était, selon les termes d’un auteur, un « silence assourdissant ». D’autres auteurs soutiennent que Fal protesta, tandis qu’un autre spécialiste tient que Fal et don Javier rédigèrent deux lettres (à l’attention des carlistes et des requetés, respectivement) recommandant d’« obéir et se taire » et de se garder de faire opposition ; en fait, Fal proposait d’accepter des postes au sein de la FET, moyennant qu’il apparaisse clairement que ces postes étaient acceptés sur ordre de la Comunión ; cette recommandation toutefois ne s’appliquait pas au Conseil national phalangiste, Fal Conde ayant enjoint à plusieurs reprises aux carlistes qui se verraient offrir un siège dans ce corps de ne pas accepter. Franco entre-temps faisait des propositions d’apaisement, allant jusqu’à inviter Fal à Salamanque, où les deux hommes eurent des entretiens le 11 août 1937, et où, aux dires de Fal Conde, le Caudillo se montra cordial et communicatif, attendant son hôte à mi-chemin de la salle, lui étendant les bras et s’exclamant : « Bienvenue, quelle joie ! Vous voilà parmi nous, bienvenue ! Quelle joie ! » (¡Bienvenido, qué alegría! ¡Ya está usted entre nosotros, bienvenido! Qué alegría!) ; Franco lui aurait même offert un portefeuille ministériel — selon certaines sources, celui de l’Intérieur, selon d’autres, celui de la Justice, —, ou un siège au Conseil national du Mouvement,, voire, selon certains auteurs, la vice-présidence de ce Conseil,. Toutefois, Fal Conde refusa poliment de se rallier, ce dont Franco se dépita profondément.
Fal Conde verra son bannissement révoqué en octobre 1937, mais fut officiellement suspendu du Conseil national en mars 1938 ; il finit alors par se départir de son calme et conseilla à don Javier, en guise de riposte directe, d’expulser tous ceux ayant accepté un poste dans l’exécutif de la FET, recommandation que le régent mit à exécution. L’unification  dégénéra ainsi en un processus d’absorption dans la Phalange de transfuges carlistes.

## Surveillé et assigné à résidence (1936-1945)
À son retour d’exil, n’ayant pas été autorisé à rentrer à Séville, Fal se fixa sur le domaine de Villandrando, dans la province de Palencia, et ne s’en reviendra à Séville qu’après la victoire nationaliste dans la Guerre civile. Bien que placé sous surveillance de la Sûreté, Fal Conde s’appliqua à lever la mainmise de la FET sur les positions de la Comunión Tradicionalista ; plusieurs années plus tard, il dut reconnaître que ces efforts avaient été vains dans une large mesure. Communiquant par voie de courrier avec les dirigeants régionaux demeurés loyaux, il ordonna de reconfigurer les structures du parti, mais ne put empêcher le carlisme de sombrer dans la confusion et la fragmentation politiques. Afin de disposer d’une plateforme d’action légale, il cofonda en 1939 Hermandad de los Caballeros Voluntarios de la Cruz (littér. Confrérie des chevaliers volontaires de la croix), destinée à faire office de réseau carliste officiel. Tant que la Guerre civile se poursuivait, il se concentra sur la préservation de l’identité carliste et s’abstint d’entrer en opposition ouverte. Quoique des confrontations violentes opposant requetés et phalangistes se soient produites dans toute l’Espagne, allant parfois jusqu’à des échanges de coups de feu,,, toutes étaient spontanées, et il ne semble pas qu’elles aient été planifiées ou machinées par Fal Conde. Beaucoup de carlistes, en particulier les requetés — dont quelques-uns étaient parvenus à la conclusion que « nous avons perdu la guerre. Préparons la suivante » (hemos perdido la guerra. Preparemos la próxima), étant entendu que cette prochaine guerre serait à mener « contre les bleus » (c’est-à-dire les Chemises bleues, les Phalangistes) —, imaginaient d’organiser une action de protestation, telle que le retrait de leurs unités du front, la concentration des troupes afin d’atteindre la masse critique, ou même l’assassinat de Franco. Outre la glorification d’un « caudillo » en première page des journaux carlistes, mais toujours avec la photo de Fal Conde placée en dessous, quelques chansons furent même composées à sa gloire, p. ex. : « Es Fal nuestro jefe / es el hombre que más vale / y a sus requetés / no se los merienda nadie » (C’est Fal notre chef / c’est l’homme qui vaut le plus / et quant à ses requetés / nul ne pourra les terrasser). Le fief de Fal Conde, la province de Séville, était la province où se constatait le plus grand nombre de protestations contre la domination phalangiste au sein du nouveau parti officiel ; celle de Cadix arrivait sous ce rapport à la troisième place.
En mars 1939, Fal Conde adressa à Franco une note, intitulée Manifestación de ideales, rédigée avec toute la déférence due, dans laquelle il faisait observer que le régime qui se mettait en place ne saurait être durable et argumentait en faveur d’une monarchie traditionaliste ; Fal Conde suggérait d’instaurer, à titre transitoire, une régence, soit une telle ayant à sa tête don Javier, soit une collective, dont il serait loisible à Franco d’être membre. Bien que présentant toutes les apparences d’une offre, ce document, de même teneur que d’autres textes diffusés vers cette époque, est interprété par quelques auteurs comme un jalon marquant une rupture totale avec le régime et l’adoption désormais d’une stratégie résolument d’opposition. Il y a lieu en effet de l’examiner en conjonction avec trois autres documents, El criterio tradicionalista sobre el Partido Político (littér. le Point de vue traditionaliste sur le Parti politique, comportant un rejet du parti unique et de l’omniprésence de l’État), Bosquejo de la futura organización política española (littér. Esquisse de la future organisation politique espagnole, confirmation de la perspective corporatiste et régionaliste), et Sucesión dinástica en la Monarquía Española (apologie du modèle monarchique incarné par François-Xavier de Bourbon-Parme). Franco ne répliqua pas, cependant lesdits documents circulaient intensément et servaient de points de référence. Certains auteurs y ajoutent aussi, comme document saillant, le manifeste Fijación de Orientaciones (littér. Fixation d’orientations, de 1940), dans lequel il était énoncé que « les pouvoirs du Généralissime sont circonstanciels » (los poderes del Generalísimo son circunstanciales) et que « nul ne peut penser sérieusement qu’un homme soit éternel et qu’on puisse fonder sur lui les institutions de l’État » (Nadie pudo pensar seriamente que un hombre es eterno y que en él pueden fundarse las instituciones del Estado) ; « Sa mission », poursuit le texte, « la guerre une fois terminée, n’a jamais pu être autre que celle de mettre en marche les institutions de l’État, lui-même figurant, s’il y a lieu, comme pièce de la machine, ou bien remettant sa démission afin de demeurer vigilant, dans la "réserve" » (Su misión, acabada la guerra, nunca pudo ser otra que la de poner en marcha las instituciones del Estado, quedando él como pieza de la máquina, si cabía, o cesando para permanecer vigilante en la ‘reserva’). Le Caudillo, s’il ne réagit pas tout d’abord, éclata en fureur à Pampelune lorsque, à l’occasion de la réinhumation de Sanjurjo le 21 octobre 1939, Fal Conde, qui se trouvait parmi les personnalités invitées, fit son apparition sur le balcon de l’hôtel de ville ; en effet, lors du rassemblement devant l’édifice, la foule dédaigna largement les dignitaires franquistes qui la haranguaient depuis le balcon et réclamait de voir Fal Conde. Lorsque celui-ci se présenta, il clama Vive le Christ roi ! et Vive le Roi !, déclenchant un enthousiasme frôlant l’effervescence, bientôt suivi d’émeutes ; ceux en revanche qui s’essayèrent à crier ¡Viva Franco! furent agressés. À la suite de ces événements, Fal se vit infliger une assignation à résidence à Séville, dans un premier temps sous la surveillance de deux policiers en uniforme postés devant sa maison, puis, après que le gouverneur civil lui eut permis de quitter son domicile, par des agents en civil qui le prenaient en filature,. Même sa photo, si elle venait à être découverte sur des suspects par les agents de sûreté lors d’une fouille, valait motif d’incrimination.

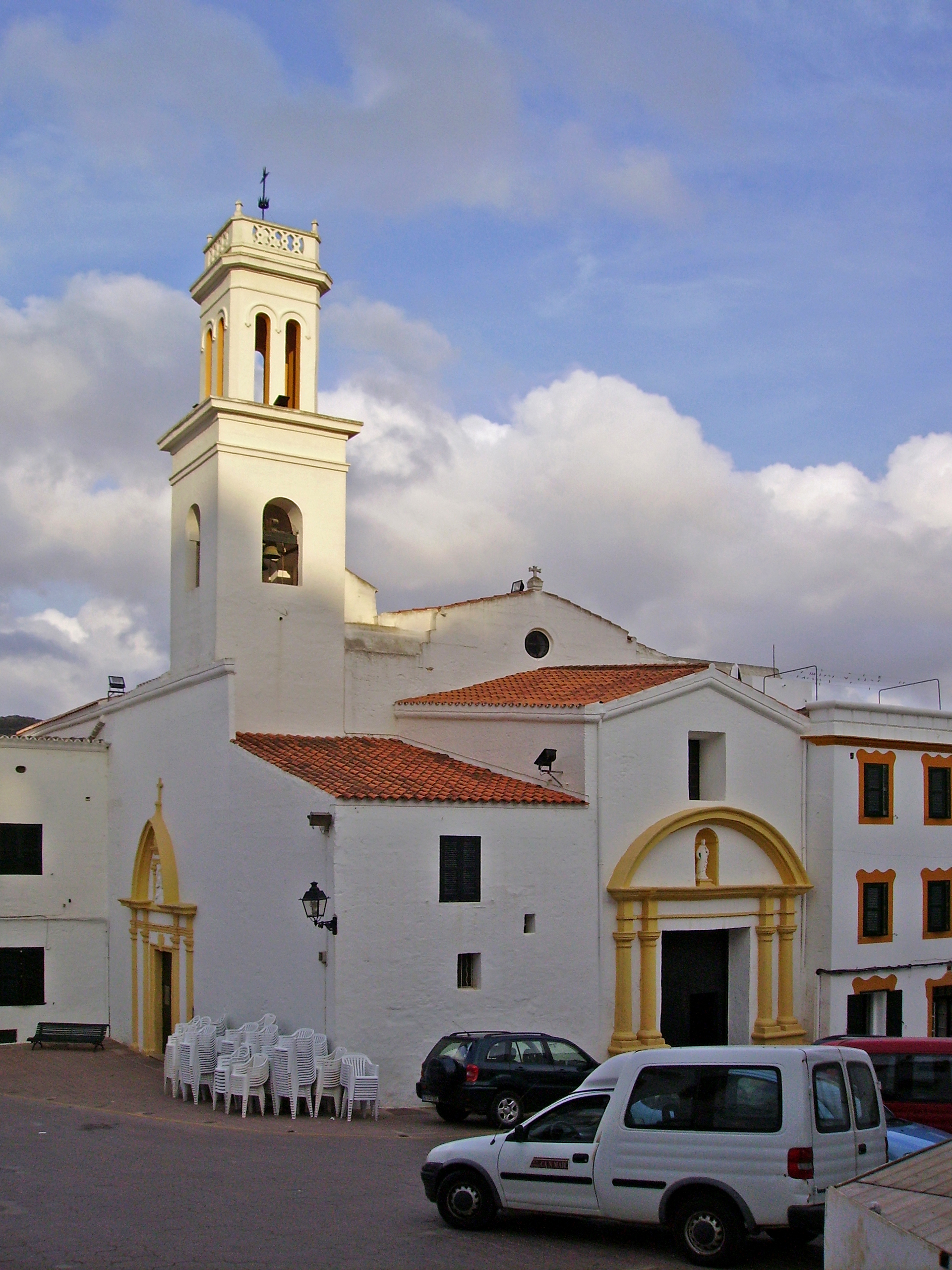
Ferreries, sur l’île de Minorque, dans les Baléares.

De son lieu de confinement, Fal présidait une opposition carliste des plus véhémentes, comparable seulement à l’hostilité ouverte du début des années 1970, où aucune collaboration avec le régime n’était considérée acceptable. Ne pouvant quitter Séville, il adminsitrait les affaires du parti par le truchement d’intermédiaires ; p. ex., une réunion du comité exécutif carliste à Madrid en 1940 fut présidée pour le compte de Fal Conde par un ancien combattant, Rafaél Díaz Aguado Salaberry. En 1943, Fal s’appliqua à faire revenir dans son camp ceux des carlistes qui avaient naguère rejoint la FET, leur promettant qu’ils pourraient réintégrer les rangs de la Comunión, à l’exclusion toutefois de rebelles de premier plan tels que le comte de Rodezno et Tomás Bilbao. La stratégie adoptée consistait à se tenir à l’écart de toute la vie officielle tout en lançant parallèlement des initiatives traditionalistes telles que des activités religieuses ou combattantes, cependant qu’une conspiration aux côtés des communistes fut repoussée.
En correspondance épistolaire avec d’autres dirigeants régionaux, dont Antonio Arrúe en Guipúzcoa et Joaquín Baleztena en Navarre, bien que la coopération avec ce dernier ait toujours été entachée de méfiance de part et d’autre, Fal Conde continua en 1940-41 de reconstituer les structures de la Comunión, soit dans leur forme traditionnelle, soit sous un format nouveau ; en effet, le comité exécutif officiel du parti n'existait alors plus guère que sous forme de substitut. Ainsi, en 1940, Fal Conde chargea Arrúe de créer un comité exécutif carliste inter-provincial vasco-navarrais et de célébrer la Fiesta de los Mártires autant que possible en dehors des rassemblements officiels. Son idée était de rebâtir les structures carlistes du bas vers le haut, ce qui allait à l’encontre de la stratégie de Baleztena centrée sur des rendez-vous discrets, née de la crainte de descentes de police en cas de rassemblements de grande ampleur, ce qui en effet allait devenir fréquent en Navarre. Fal Conde mit sur pied un réseau de formation carliste clandestin, l’Academia Vázquez de Mella et en 1941 chargea l’architecte et homme politique Fausto Gaiztarro de créer des délégations provinciales et de collecter des fonds. Fal interdit aux carlistes de s’enrôler dans la División Azul, et se fit l’avocat d’une neutralité stricte de l’Espagne dans le conflit européen en cours, considérant les guerres britannique et allemande comme pareillement iniques. En effet, dans une lettre ouverte, Fal Conde insista :

« Qu’il soit établi clairement que la Comunión Tradicionalista n’a aucun jugement en faveur d’aucun des protagonistes de la guerre européenne ; que la C. T. n’est ni germanophile ni anglophile, car exclusivement espagnole […]. Tout carliste pourra opiner ce qu’il lui plaira et incliner son jugement en faveur de l’Allemagne ou de l’Angleterre. Les dirigeants en revanche sont tenus d’être particulièrement attentifs à l’obligation de ne pas compromettre la Comunión en cette matière ». »

Les auteurs d’orientation catholique invoquent la plupart du temps, pour expliquer l’hostilité de Fal Conde envers le nazisme, des mobiles religieux,, mais l’historien M. Martorell Pérez a pour sa part mis en exergue d’autres éléments d’appréciation, plus particulièrement ceux évoqués par Fal lui-même, quand celui-ci critiqua l’Allemagne nazie pour les raisons suivantes : 

« Sur le plan moral, la prédominance de la matière, des impétueux courants racistes et de l’éducation la plus païenne ; sur la plan politique, la tyrannie de l’État ; dans le domaine social, le mécanisme plaçant les individus et les professions sous des hiérarchies syndicales tyranniques ; sur le plan économique, la sujétion la plus grande imaginable des droits individuels et le déni de liberté (y compris celle licite et nécessaire), au bénéfice des intérêts d’État. »

Après le déclenchement de la guerre germano-soviétique, et en dépit de cette prise de position de Fal, le consulat d’Allemagne à Bilbao fut submergé de lettres de soutien de la part de dirigeants carlistes, et nombreux furent les carlistes qui s’enrôlèrent dans la División Azul. Cette neutralité affichée ne lui épargna pourtant pas l’accusation de tremper dans un complot britannique, nommément l’Operación Azor, montée par les services consulaires britanniques en Espagne comme riposte militaire à une éventuelle invasion nazie de la Péninsule, dans laquelle étaient sans doute impliqués certains carlistes du Pays basque, de Navarre et d’Andalousie et qui déclencha l’alerte dans les services de sécurité de Franco. Pendant qu’il était en exil à Minorque, Fal Conde diligenta son propre agent personnel pour élucider l’affaire. Lesdites accusations lui valurent une mesure de bannissement de 4 mois à Ferreries, dans les Baléares, en 1941. Un point assez ténébreux dans le même ordre est une possible tentative d’assassinat contre Fal Conde, présumément tramée par Serrano Súñer et les Nazis, qui aurait dû avoir lieu en 1941.
De retour à Séville, Fal fut occasionnellement autorisé à voyager et put ainsi assister au rassemblement de masse (aplec) de 1942 à l’Abbaye de Montserrat, qui donna lieu à des émeutes et à des échauffourées entre carlistes et phalangistes, ainsi qu’à celui de 1945, jusque-là le plus grand rassemblement carliste dans l’Espagne franquiste (avec quelque 30 000 participants), où Fal brandit la menace d’une nouvelle guerre civile, au cas où viendrait à être instaurée la monarchie libérale de Juan de Borbón. En 1943, il co-rédigea Reclamación del poder, nouvelle note signée par de nombreux carlistes, mais laissée sans réponse par Franco,,. Le document faisait état de « l’incompatibilité, réaffirmée par la Comunión, avec le dessein totalitaire, et sa position à l’écart du ‘parti unique’, base du système » (la discrepancia mantenida por la Comunión con el ensayo totalitario, y su apartamiento del ‘partido único’, base del systema) et posait que « dans la zone nationale, il n’y avait pas même l’ombre d’un État ; c’était la société elle-même, mue par des sentiments profonds et éternels qui lui conféraient unité et vie, qui avait rendu possible le Mouvement. Il faut garder foi en cette société et respecter sa répugnance pour les systèmes qui lui font violence. Il est indéniable que la Société espagnole n’accepte pas le système totalitaire » (En la zona nacional no había ni sombra de Estado; fue la sociedad misma, movida por sentimientos profundos y eternos que le daban unidad y vida, la que hizo posible el Movimiento. Hay que tener fe en esta sociedad y respetar su repugnancia a sistemas que la violentan. Es innegable que la Sociedad española no acepta el sistema totalitario). Le document affirmait encore que « la nécessité et l’urgence de procéder à un changement des choses est évident » (la necesidad y la urgencia de proceder a un cambio de cosas es evidente) et que « tant est nette la clameur unanime de la nation, que ni même notre silence prolongé n’a pu éviter que s’élèvent des voix venues d’Espagnols bien intentionnés, non certes toutes autorisées politiquement, pour se démarquer du régime, ni qu’elles expriment leur vision sur celui dont a besoin l’Espagne » (Tan acusado es el clamor unánime de la nación que ni nuestro prolongado silencio ha podido evitar que se alcen voces de bienintencionados españoles, no todos autorizados políticamente para discrepar del régimen ni para interpretar el que necesita España), pour enfin requérir que le pouvoir soit « remis aux mains de cette glorieuse Comunión, afin qu’elle instaure l’ordre définitif et national inspiré de la pensée traditionaliste » (entregado a esta gloriosa Comunión para que instaure el orden definitivo y nacional inspirado en el pensamiento tradicionalista). Selon une source, du reste peu sûre, il aurait appuyé en 1944 un complot monarchiste avorté visant à déposer le Caudillo. En août 1945, Fal Conde fit parvenir à Franco une missive personnelle de conciliation, où, reconnaissant du bout des lèvres le régime phalangiste, mais tout en présentant le traditionalisme comme l’unique solution de long terme, il demanda à être relevé de son assignation à résidence, ; la détention domiciliaire fut effectivement levée en novembre 1945. Pendant ses six années de détention, Fal avait continué d’exercer comme avocat ; dans une lettre adressée à Fal Conde, le gouverneur civil semblait s’excuser de ce que la présence de deux policiers en uniforme postés devant sa maison aient pu décourager la clientèle de se rendre à son cabinet.

## Reprise en main du parti et destitution (1945-1955)

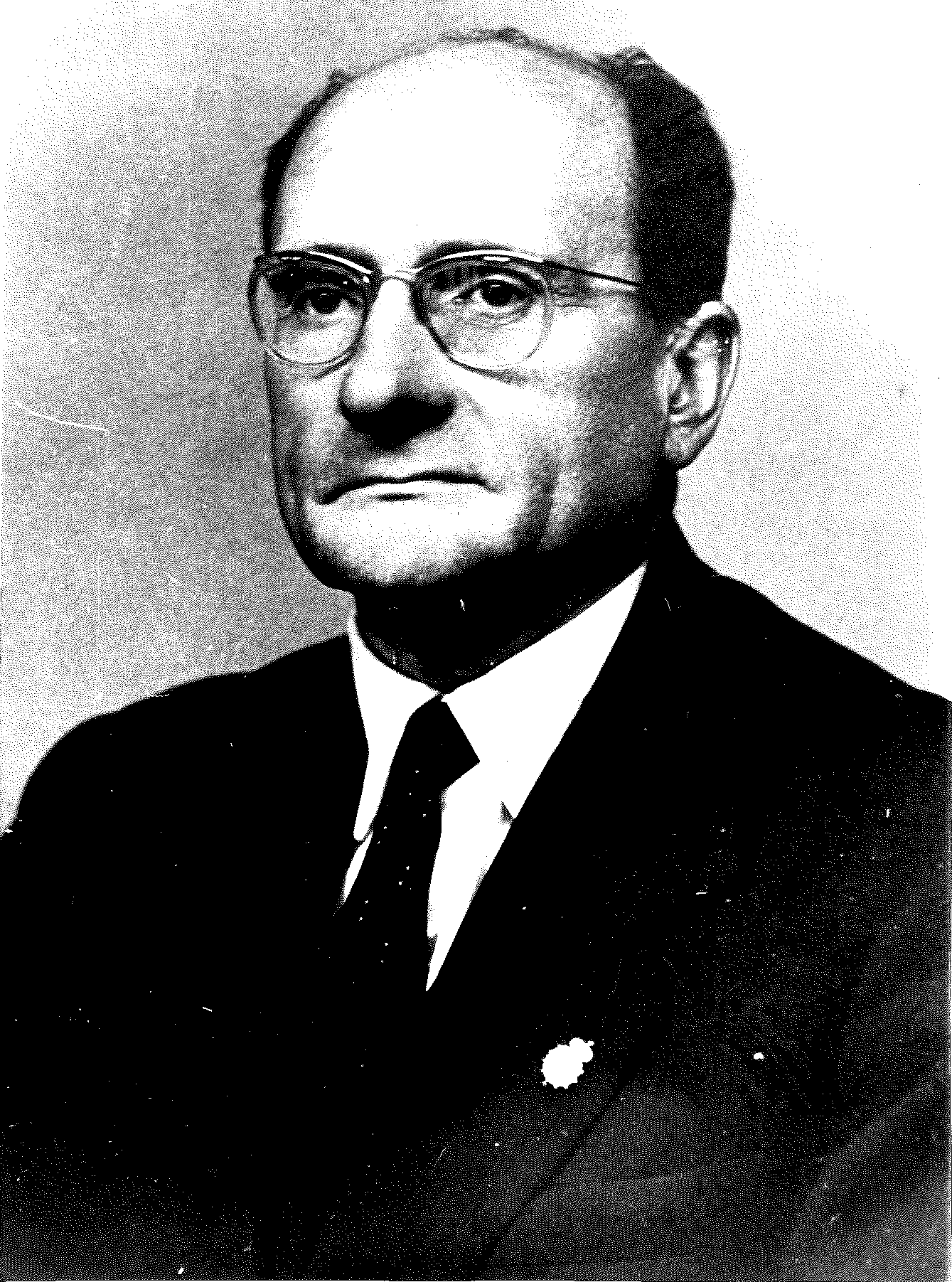
Mauricio de Sivatte.

En décembre 1945, les villes de Valence et de Pampelune étaient secouées par des émeutes carlistes, à propos desquelles certains ont spéculé qu’elles étaient planifiées et avaient été conçues comme mouvement de contestation contre Franco,. Le moment était particulier, en ce sens que beaucoup tenaient pour acquis que dans le sillage de la fin de la Seconde Guerre mondiale, Franco, dernier fasciste à encore gouverner, serait immanquablement renversé par les Alliés victorieux. La présence de Fal Conde à ces événements reste incertaine, quoiqu’il aurait eu, selon certaines allégations, l’intention de s’y trouver ; cependant, et bien que le fils de Fal Conde, Alfonso Carlos Fal-Conde Macías, ait soutenu que son père y assistait, aucun élément n’existe prouvant sa présence. Trois semaines plus tard, il eut une entrevue avec don Javier à San Sebastián, la première fois depuis 1937 ; il adressa aussi une lettre au comte de Barcelone, l’invitant à reconnaître la régence carliste.
Bientôt aussi, Fal entreprit de visiter les sections provinciales du parti, exercice qui connut son apogée lors d’une tournée d’un mois à travers le Nord en septembre 1946,. En 1947, considérant comme accomplie la réorganisation qu’il avait en vue, il réunit à Madrid 48 chefs locaux, première réunion de ce type depuis celle d'Ínsua. Les participants s’attelèrent à reconstituer le Consejo Nacional, comité exécutif carliste. Dans un document, rendu public par la suite et intitulé La única solución, la posture de non-collaboration, tant avec le franquisme qu’avec le juanismo et le carlo-octavismo, était réaffirmée. Le titre complet dudit document s’énonçait comme suit : La única solución (Llamamiento de la Comunión Tradicionalista con la concreción práctica de sus principios. Con ocasión de la presión internacional y el cerco de la ONU. Inminente Ley de Sucesión), soit : La seule solution (Appel de la Comunión Tradicionalista, avec mise en œuvre pratique de ses principes. À l’occasion de la pression internationale et de l’encerclement par l’ONU. Imminente Loi de succession). Le document, dans lequel se trouvait aussi dénoncé l’ostracisme international dont l’Espagne faisait alors l’objet, exposait que « le régime de caudillat » ne présentait « ni les caractères de stabilité ni d’enracinement espagnol, car étant un régime de pouvoir personnel, inconciliable avec les droits de la personne humaine et avec les entités infrasouveraines où celle-ci s’épanouit » (ni caracteres de estabilidad ni raiz española, por ser un régimen de poder personal, inconciliable con los derechos de la persona humana y de las entidades infrasoberanas en que aquella se desenvuelve). Quant au rejet du juanismo, il est à noter que Fal Conde n’avait pas toujours été un adversaire absolu de Juan de Bourbon ; vers la fin de 1934 en effet, on l’avait entendu déclarer devant un petit cercle de partisans que « la loi de la succession détermine en faveur de don Juan de Borbón le droit d’occuper le trône », mais ajouter aussitôt que « si don Juan ne cesse pas d’être ce qu’il est, il ne pourra pas occuper le trône légitime ». Quant aux carlo-octavistes, ils avaient été expulsés du carlisme par Fal Conde dès 1943. Lors de l’aplec de Montserrat de 1946, Fal Conde prononça un discours violemment anti-communiste ; Franco en fut tellement enchanté qu’il offrit à Fal les arènes de San Sebastián pour y tenir un rassemblement. L’édition 1947 de l’aplec de Montserrat, dont l’affluence était massive, et devant lequel Fal Conde prit la parole, semble démontrer que le carlisme avait repris des couleurs,.
L’autorité de Fal commençait pourtant à être remise en cause par le fait de deux groupes. Les sivattistes d’un côté suspectaient que par ses efforts démesurés en faveur de la régence, Fal cherchait à garantir la couronne aux Bourbon-Parme, tout en rassurant Franco,. Bien que le printemps de 1948 fût une période de tension accrue avec les autorités franquistes, lesquelles venaient d'interdire l’aplec annuel de Montserrat, Sivatte accusa Fal Conde non seulement de docile soumission, mais encore de n’avoir pas eu un seul mot de protestation. Les sivattistes s’offensaient de la recommandation de Fal d’approuver la Loi de succession lors du référendum organisé à cet effet, considérant cette attitude comme un appui inacceptable au régime ; Sivatte clamait que même voter « non » au référendum était inapproprié, la seule voie correcte étant de dédaigner tout référendum franquiste,. Il exigeait qu’un nouveau roi carliste soit proclamé, indiquant, comme choix le plus logique, don Javier lui-même. Les Navarrais également, quoique pas aussi militants que Sivatte, étaient déçus par le refus de Fal Conde de convoquer un grand rassemblement carliste qui aurait proclamé un nouveau roi, et en novembre 1944, le comité navarrais démissionna collectivement en signe de protestation. Les possibilistes pour leur part étaient lassés de ce qu’ils percevaient comme une intransigeance inefficace et délétère, s’inquiétaient de l’absence de boucliers légaux, et prônaient une attitude plus souple. Les premiers signes de dissension avaient commencé à se faire jour dès 1945 : Arauz de Robles avait élaboré un document, Acta de Unión Nacional para la restauración de la Monarquía Tradicional en España, où il appelait à une large union contre les desseins totalitaires, nommant Fal comme celui qui se cramponnait à une stratégie carliste exclusiviste. Bien que le Consejo de la Tradición eût confirmé en 1948 la stratégie de non-collaboration, des voix appelaient en 1949 à une attitude plus proactive — en particulier quand vint la nouvelle que Franco menait des négociations avec don Juan —, avec d’autant plus d’empressement qu’au fil des décennies la pression internationale se relâchait, que le régime de Franco semblait consolidé et que les espoirs d’un imminent renversement du Caudillo s’évanouissaient.

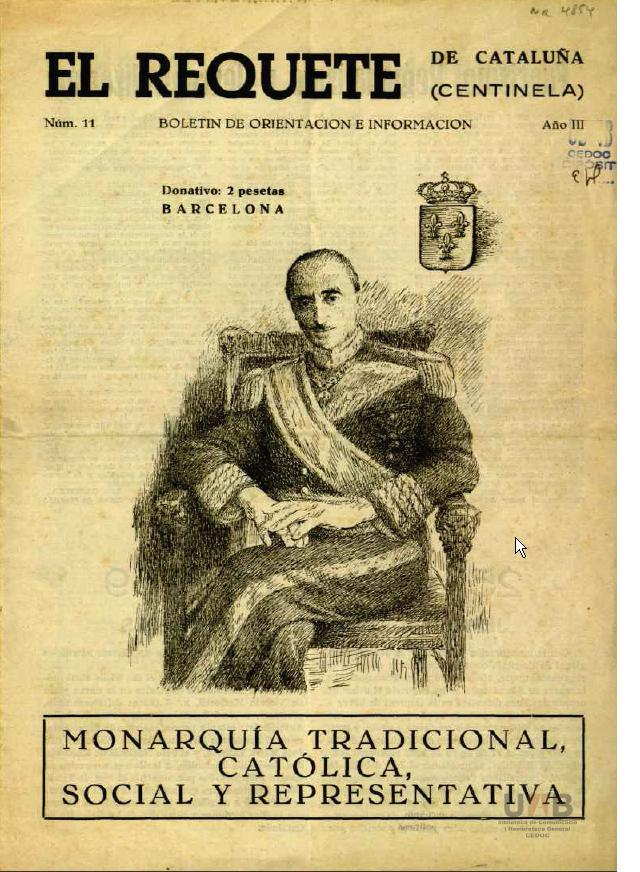
Don Javier représenté comme roi en couverture d’une publication carliste (décennie 1950).

La riposte de Fal Conde se déploya sur plusieurs plans. D’une part, il écarta les contestataires militants tels que Sivatte, qui fut destitué comme chef de la section catalane en 1949. L’avis de destitution était ainsi conçu : « Excellentissime sieur Don Mauricio de Sivatte, Barcelone. Par ton attitude indisciplinée, je me vois dans la nécessité de te démettre et t’ordonne de te dessaisir de la fonction, des fichiers, de la documentation et des moyens économiques à l’adresse de la personne ou du Comité que je te communiquerai. François-Xavier de Bourbon ». D’autre part, il aborda de front les questions soulevées et s’employa à les résoudre. Ainsi p. ex., dans une tentative d’élargir la marge de manœuvre du parti, autorisa-t-il certains carlistes individuels — le carlisme en tant que mouvement s’abstenait en effet de prendre part aux élections — à se présenter à des scrutins locaux, compte tenu en particulier que dans certaines provinces, le mouvement était effectivement en position de faire concurrence à la Phalange pour le pouvoir, ce qui était le cas à ce moment-là dans chacune des quatre provinces basco-navarraises.
En 1951, il lança une campagne afin d’acquérir un quotidien national, Informaciones, alors périclitant, que son propriétaire, Demetrio Carceller, cherchait à vendre ; la transaction, accomplie en 1953, se fit officiellement au nom de Juan Sáenz Díez. À ce moment, le mouvement carliste n’avait la pleine autorité que sur un seul quotidien, El Pensamiento Navarro, basé à Pampelune et déguisé en entreprise commerciale, auquel certes s’ajoutaient d’autres périodiques publiés par diverses associations combattantes ou quasi-religieuses, comme Requetés, Tiempos Críticos, Boletín de Orientación Tradicionalista, Monarquía Popular, Boina Roja (littér. Béret rouge) et d’autres. Ce nouveau titre de presse servira plus tard comme tribune carliste officieuse. Parallèlement, les groupements d’étudiants et de travailleurs, l’AET et le MOT, intensifiaient leur activité. Si Fal Conde s’était évertué en 1951 à obtenir que don Javier adopte un profil bas lors de sa tournée à travers le Levant — ce qui du reste se révéla quasi impossible, car dès que la nouvelle de la venue du roi carliste se fut éventée, les foules se précipitèrent pour acclamer leur monarque, au désarroi tant de don Javier que de Fal Conde —, tout cela changea en 1952, et Fal, qui s’était opposé pendant 15 ans à ce qu’il soit mis fin à la régence, persuada en 1952 don Javier de se proclamer roi ; aussi, pendant le Congrès eucharistique à Barcelone, don Javier s’enhardit-il à revendiquer ses droits comme roi, même si ce fut, comme à l’accoutumée, en des termes ambigus, le prétendant, qui avait soin d’éviter tout langage direct, déclarant littéralement que « j’ai résolu d’assumer la royauté des Couronnes d’Espagne en succession du dernier Roi » (he resuelto asumir la realeza de las Coronas de España en sucesión del último Rey). Cependant, cela suffit à ce que Fal Conde soit rondement expulsé d’Espagne,.
Après que don Javier eut bientôt rétropédalé à l’occasion du dénommé Acto de Barcelona, et que dans le même temps le régime de Franco ne montrait aucun signe d’un proche effondrement, la politique de non collaboration des falcondistes apparaissait de plus en plus comme une impasse. Se faisaient face à présent : les duros, qui préconisaient de poursuivre une trajectoire résolument anti-franquiste, et les unionistes, qui inclinaient vers un rapprochement avec le régime et éventuellement pour un accord dynastique avec les alfonsinos (partisans de la lignée d’Alphonse XIII), tandis que certains dans le parti incitaient à s’engager sur une « troisième voie », c’est-à-dire sans doute une tierce solution entre collaboration avec le régime et opposition. Beaucoup en tous cas se plaignaient du « style autoritaire » de Fal Conde, ce dont atteste notamment le programme politique carliste pour 1954, du reste ambigu et contradictoire, notamment en ce qui touche à la Phalange ou à la fonction royale de don Javier. Quelques auteurs affirment que la longue autorité personnelle de Fal Conde avait fini par paralyser le comité exécutif carliste, car « plus personne ne s’entendait plus avec personne ». Fal lui-même apparaissait à bout de souffle ; dans sa lettre de juillet 1955 à Franco, il donne l’impression de s’être résigné désormais à la seule perspective d’une simple survie du carlisme. Dans une autre lettre, écrite vers le même époque, Fal Conde établit le constat suivant :

« En général, dans toute l’Espagne, on perçoit dans le carlisme les effets de la lassitude. Assurément, nos adversaires n’ont pas pu nous faire disparaître. Dans aucun pays du monde, sous les totalitarismes, les partis d’opposition n’ont pu perdurer ne serait-ce que cinq ans. En Espagne, grâce à l’aide apportée par Dieu à cette très-noble Cause, nous existons encore au bout des dix-neuf années pendant lesquelles nous ont fait défaut les moyens véritablement vitaux : la presse, les actions de propagande, les cercles de discussion, la liberté d’association, etc.. »

Le roi carliste, bien que demeurant en parfaite entente avec Fal Conde, à telle enseigne qu’à ce moment-là les termes « falcondistas » et « javieristas » étaient devenus interchangeables, finit par s’aviser que le carlisme avait besoin d’un nouveau dirigeant. En août 1955, Fal, sur recommandation de don Javier, remit donc sa démission comme Délégué en chef — démission qui ne manqua de susciter la surprise, vu que plus tôt cette même année encore, Fal eut nombre de rencontres chaleureuses avec la famille royale, notamment à Séville, à Lourdes et à San Sebastián. D’après certains témoignages, don Javier limogea Fal Conde d’une façon veule et insidieuse, version difficilement conciliable avec les relations ultérieures, invariablement cordiales, entre Fal Conde et son roi. Franco pour sa part fut enchanté en apprenant la nouvelle, convaincu que le carlisme serait bientôt domestiqué « une fois éliminé cet homme intolérant, intransigeant et dominateur ». Fal Conde fut le chef politique carliste aux plus longs états de service, avec 21 années à la tête des organisations du parti.

## Retrait de la vie politique

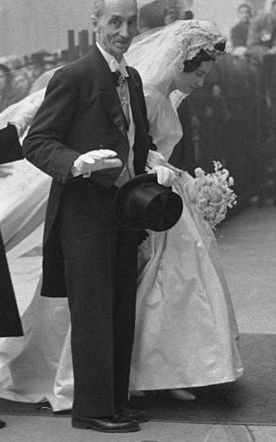
Don Javier (1960).

Après sa démission, Fal prit quelque distance avec la politique quotidienne, mais resta en revanche plutôt actif en privé, témoin sa correspondance avec des membres du Comité exécutif carliste dans les années 1960 et le fait que, devenu membre honoraire du parti, il fut jusqu’en 1964 sporadiquement invité à siéger aux séances du Comité exécutif. Il se montra loyal vis-à-vis du nouveau dirigeant de la Comunión, José María Valiente — qui avait d’abord dirigé le Secrétariat national avant d’être désigné Chef Délégué en 1960 —, lors même que celui-ci mit en œuvre une nouvelle stratégie de collaboration avec le régime franquiste. Bien que ne cessant d’être anti-franquiste, il évita à présent de trop pencher vers un radicalisme intransigeant. D’un côté, il s’opposa en 1956, pendant l’Acto de Barcelona, à la mise au pas du carlisme telle que demandée par les autorités franquistes, de l’autre, lorsqu’il fut consulté à propos de l’apparition publique de Charles-Hugues prévue à Montejurra en 1957, il opina en défaveur de cette action, mettant en garde contre une réaction violente de la part de Franco. Quoique son avis ait été ignoré, il continua d’entretenir de bons rapports avec Charles-Hugues, recevant à maintes reprises dans son logis sévillan la visite de celui-ci et de ses sœurs, et fut consulté sur l’allocution que Charles-Hugues devait prononcer en 1958 à Montejurra (de façon générale, Fal approuva le discours, même s’il considérait excessives les références à une Europe fédérale). Aux premiers signes de rupture entre carlistes progressistes et traditionalistes, Fal Conde louangea Charles-Hugues pour avoir évincé Zamanillo en 1962. Il assista à quelques aplecs à Montejurra, y faisant figure d’agent de promotion du prince. En 1963, il dut être aidé pour pouvoir escalader le sommet, mais fut ensuite salué avec enthousiasme par la multitude. Charles-Hugues, non encore prêt à ce moment à faire ouvertement la promotion de ses vues socialisantes, insista que Fal Conde soit présent comme gage du maintien de l’antique crédo traditionaliste, mis en péril par l’expulsion de Zamanillo un an auparavant. Parmi les divers lieux de ralliement carlistes annuels de cette époque, Fal préférait alors le Quintillo andalou à la Montserrat catalane ou à la Montejurra navarraise. Pourtant, bien que Fal Conde ait eu souvent maille à partir avec les dirigeants carlistes de Navarre (Rodezno en particulier) durant la plus grande partie de sa carrière, ou, dans le meilleur des cas, ait entretenu avec eux une coopération circonspecte (comme avec Joaquín Baleztena), il garda le plus grand respect pour la Navarre et son esprit. Vers le milieu de la décennie 1960, il préconisa de publier un « livre blanc » pour étayer la revendication des Bourbon-Parme.
En 1967, Fal Conde fut fait duc de Quintillo, Grand d’Espagne, par don Javier,, hommage exceptionnel, compte tenu que ce fut là l’unique cas où don Javier conférait un titre nobiliaire à une personnalité n’appartenant pas à la famille royale. À la différence de la plupart des titres octroyés par les rois carlistes, celui-ci ne fut reconnu ni par Franco, ni par l’Espagne post-franquiste. En dépit de cet anoblissement, les relations naguère cordiales entre Fal et son souverain allèrent se détériorant. Déjà au début des années 1960, Fal avait refusé de se joindre à un Conseil privé de don Javier qui avait été projeté mais qui échoua finalement à se concrétiser. De plus, invoquant des raisons de santé, Fal n’assista pas en personne à la cérémonie d’attribution du titre de duc à Fátima, et se fit représenter par son fils Domingo Fal-Conde Macías. Lorsque don Javier et Charles-Hugues le pressèrent de recommander de soutenir la Loi organique lors du référendum de 1966, Fal y consentit, mais, se cramponnant à son anti-franquisme, refusa par la suite d’assumer cette position, arguant que la loi proposée pourrait poursuivre un dessein caché en rapport avec la restauration juaniste et que par conséquent la Comunión eût à s’abstenir de recommander de voter aussi bien « oui » que « non » . Quand les Bourbon-Parme furent expulsés d’Espagne en 1968, Fal résista à leurs requêtes répétées de solliciter une entrevue avec Franco afin d’annuler la décision et répondit qu’il ne voyait pas de raison de faire une visite de pénitence chez le dictateur. Du reste, l’animosité de Fal Conde à l’endroit de Franco était réciproque et comportait chez Franco une bonne dose de malignité, de sorte qu’en 1968 le ministère de la Justice refusa d’honorer Fal par la coutumière médaille d’or censée célébrer ses 50 ans de carrière comme avocat. En lieu et place, le Collège d’avocats de Séville le désigna un an plus tard doyen honoraire.
Dans une ample correspondance, Fal Conde manifesta sa préoccupation à propos de la posture socialiste prise par Charles-Hugues à la fin des années 1960. Malgré ses doutes croissants, il n’alla pas jusqu’à se joindre à ceux qui s’étaient retournés contre la dynastie, comme Zamanillo ou Elias de Tejada ; ainsi s’exprima-t-il, en 1968 notamment, contre un rapprochement avec Sivatte, Zamanillo (ancien falcondiste, expulsé de la Comunión par les huguistes au début de la décennie 1960) ou Elias de Tejada, défendra-t-il jusqu’en 1972 une attitude de loyauté envers la dynastie contre les dissidents, s’inclinera-t-il lorsqu’en 1970 le prince ordonna de mettre fin à la collaboration avec El Pensamiento Navarro, repris en mains par des traditionalistes orthodoxes, et ne trempera-t-il pas dans le complot qui consista à mettre sur pied l’association carliste Hermandad del Maestrazgo (ancêtre de la Confrérie nationale monarchique d'Espagne) destinée à faire éclater le mouvement et à arracher le pouvoir des mains de don Charles-Hugues et de son entourage. Il fut ulcéré par l’annulation en 1972 de la réunion commémorative annuelle de Quintillo ; au contraire, les rassemblements de Montejurra se poursuivaient, quoiqu’avec un public s’amenuisant dramatiquement : le nombre de participants baissa de 100 000 à la fin de la décennie 1960 à quelque 10 000 en 1973.
En 1973, Fal Conde se décrivait comme dynastiquement loyal à don Javier, mais en désaccord avec sa ligne politique. Conjointement à un certain nombre d’autres carlistes partageant la même position, tel que Raimundo de Miguel, il se proposa d’écrire une lettre collective au roi, pour faire part de sa loyauté dynastique et de son désaccord idéologique. Toujours par loyauté au roi, Fal ne cessa jusqu’en 1973 de défendre don Javier contre les attaques de Sivatte. Pourtant, en 1974, Fal avait perdu toute illusion quant au tournant à gauche des Bourbon-Parme et taxa, dans une lettre de 1974, de « lavage de cerveau » les cours de formation organisés par le Partido Carlista socialiste à l’intention de ses jeunes militants.

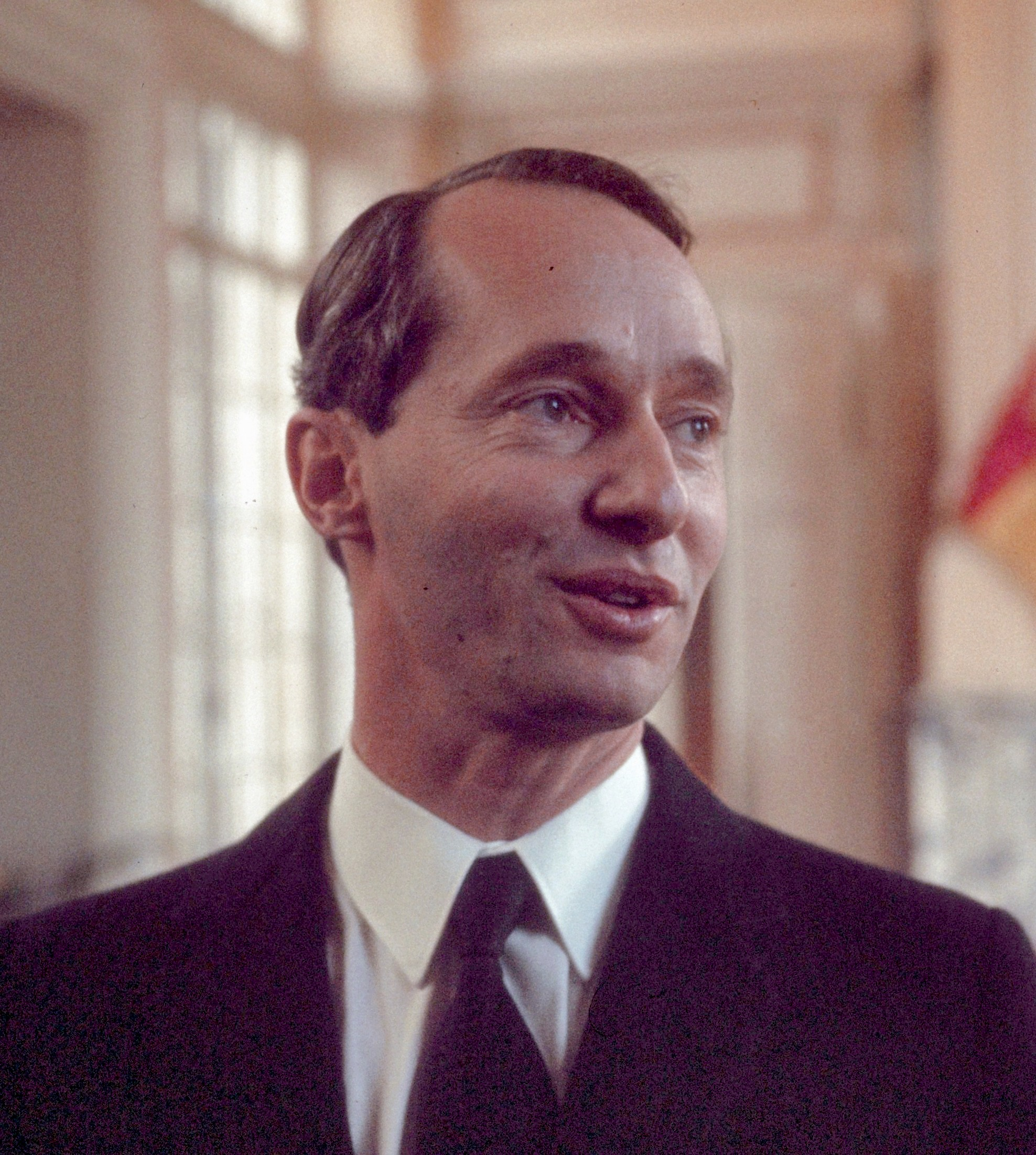
Don Charles-Hugues (1970).

Tout au long de sa vie, Fal Conde fut un fervent catholique, recevant la communion chaque jour, y compris lorsqu’il visitait le front pendant la Guerre civile. Une fois délivré de ses charges politiques, il consacra plus de temps encore aux questions religieuses. Il garda des relations suivies, sinon cordiales, avec le cardinal Segura jusqu’à la mort de celui-ci en 1957 ; les deux hommes avaient en effet été attirés l’un vers l’autre par une vision similairement intégriste et holistique de la religion et de la politique. Il fut cofondateur de plusieurs associations religieuses, telles que la Confianza en el Corazón de Jesús à Higuera, et accepta des postes dans d’autres, telles que la branche sévillane de la Congregación de las Obreras del Corazón. Il s’engagea activement dans différents types d’activités religieuses en Andalousie, auprès des jésuites, des clarétains, des Sœurs de l’Adoration, des salésiens et d’autres ordres religieux, fut à la tête de la maison d’édition Editorial Católica Española, qu’il avait cofondée en 1938 avec Segura, et institua le prix Vedruna. Cependant, il resta perplexe devant la nouvelle direction prise par le Vatican ; commentant l’attitude progressiste de plus en plus marquée des évêques espagnols, Fal Conde incrimina « l’œuvre du libéralisme, l’effet diabolique de la politique qui intervient dans la proposition [des évêques auprès du Vatican], dans le budget du clergé, les faveurs officielles, voiture et chauffeur » (la obra del liberalismo, el diabólico efecto de la política que interviene en la presentación, el presupuesto de clero, los favores oficiales, coche y chaufer). Au début des années 1970, « Don Manuel » jouissait d’un statut de patriarche dans la sphère du catholicisme andalou, mais aussi auprès des carlistes traditionalistes à travers toute l’Espagne ; à l’occasion de quelques-uns de ses anniversaires, il reçut une copieuse correspondance d’hommage , et en 1974, Fal eut même la visite dans son logis de Séville de son ancien ennemi juré Sivatte, venu le convier à participer à une action anti-huguiste. Parallèlement, la vision de Fal Conde sur le carlisme se focalisa de plus en plus sur la religion. Dans une lettre de 1973, il écrivit : « Nous avions coutume de dire que là où est un fusil et un bras pour le soulever, il y a le carlisme. À présent, nous pouvons dire qu’il est là où il y a un tabernacle et une personne pour l’adorer ». Fal, resté sentimentalement attaché à don Javier, mourut un mois après l’abdication de celui-ci.

## Postérité
Comme événement politique, la mort de Fal Conde fut bientôt éclipsée par la transition démocratique de l’Espagne, mise en marche peu de temps après. Vers la fin de la décennie 1970 et dans la décennie 1980, Fal fut l’objet d’une concurrence mémorielle entre le Parti carliste socialiste et les différents rejetons du traditionalisme, qui étaient alors engagés dans une âpre lutte politique. Quand les adeptes de don Charles-Hugues évoquaient Fal, ils mettant l’accent sur sa loyauté vis-à-vis des Bourbon-Parme et sur son anti-franquisme, et s’évertuaient à le faire cadrer dans leur vision globale du carlisme comme lutte des classes populaires ; les traditionalistes au contraire, y compris les fils de Fal, le revendiquaient comme un fervent catholique et comme un conservateur, attaché à préserver l’authentique orthodoxie carliste contre le franquisme, et n’ayant jamais souscrit au virage socialiste des huguistes. Ces deux visions, incarnées par les militants respectifs des deux groupes, continuent de s’affronter jusqu’à aujourd’hui.
Fal Conde ne commença à occuper une place notable dans l’historiographie espagnole qu’à partir des années 1990 ; nombre d’articles ont désormais été publiés dans des revues spécialisées, traitant soit de tel épisode particulier ou de telle dimension de son activité. Cependant, aucune monographie universitaire au plein sens du terme ne lui a été consacrée à ce jour (2021). Deux ouvrages sur Fal parus en 1978 et 1998 sont conçus comme des hommages plutôt que comme des ouvrages d’histoire scientifiques. Il est généralement dépeint comme un opposant intransigeant à Franco, encore que certains auteurs soutiennent qu’en réalité Fal Conde et don Javier appuyaient Franco ; selon cette vision des choses, ils faisaient le jeu du Caudillo en prolongeant outre mesure la régence et en s’abstenant de revendiquer le titre royal en faveur de don Javier ; l’objectif aurait été d’assurer l’instauration de Charles-Hugues au titre de roi franquiste.

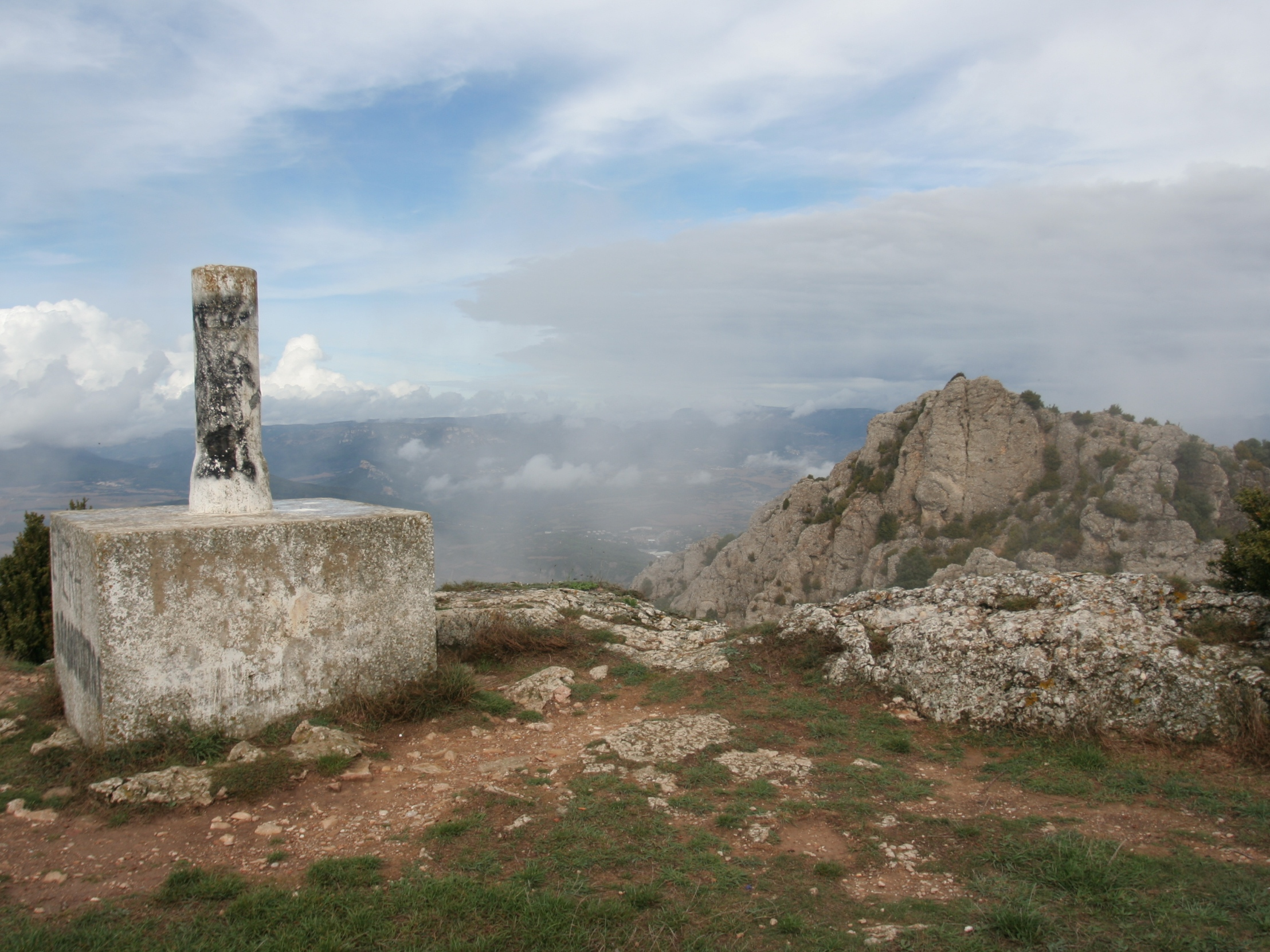
Montejurra (2014).

La plupart des commentateurs s’accordent à reconnaître à Fal Conde d’excellents dons d’organisateur, plus particulièrement dans les premières années de sa présidence,, même s’il y a des exceptions, surtout du côté des auteurs qui débordent d’éloges pour le principal antagoniste de Fal, Rodezno, vantant le pragmatisme de ce dernier, et considérant qu’« en comparaison de la stratégie pragmatique de Rodezno, celle de Fal Conde ne consistait en rien d’autre qu’à prendre ses souhaits pour des réalités ». En tant que théoricien, Fal Conde ne bénéficie pas généralement de la plus haute estime, certains tendant à le voir comme un doctrinaire inflexible, en particulier ceux qui ne souscrivent pas à sa vision intégriste et holistique en matière de politique et de religion.
Dans l’opinion populaire, Fal Conde, à la différence de bon nombre de dirigeants politiques carlistes, a globalement échappé à l’habituel dénigrement comme « fascista » ou « reaccionario ». La presse le présente généralement comme celui qui « raviva le caractère populaire du carlisme », voire soutient que sa vision comporte des éléments ayant pu contribuer au « reencuentro de España » (± retrouvailles de l’Espagne), mais ayant été perdus dans les « tiempos de intolerancia » (temps de l’intolérance). Ce nonobstant, le nom donné jadis en hommage à Fal Conde à une grande artère sévillane a fait l’objet de protestations, pendant que certains historiens soulignaient à cette occasion qu’en Espagne — contrairement à l’Allemagne et à l’Italie, où l’apologie du fascisme est considéré illégal — la mémoire historique a subi une lobotomie et que les noms de rue commémorant Fal Conde attestent de la tendance à minimiser ce type d’appellations en une « simple mémoire historique de la droite » (sólo memoria histórica de la derecha). Il en résulta qu’en 2009 ladite rue fut débaptisée et rebaptisée au nom de Victoria Domínguez Cerrato, militante de quartier du faubourg Polígono Sur de Séville, le nom de Fal Conde restant seulement attaché à une courte allée adjacente.